# Liste des monuments historiques protégés en 1971
Cet article recense les monuments historiques français classés ou inscrits en 1971.

## Protections
| Édifice                                                    | Commune                       | Département             | Région                     | Protection | Base Mérimée                         | Coordonnées                        | Image |
| ---------------------------------------------------------- | ----------------------------- | ----------------------- | -------------------------- | ---------- | ------------------------------------ | ---------------------------------- | ----- |
| Maison dite d'Olivier Le Daim (maison May)                 | Belley                        | Ain                     | Auvergne-Rhône-Alpes       | inscrit    | « PA00116307 », notice no PA00116307 | 45° 45′ 30″ nord, 5° 41′ 19″ est   |       |
| Château du Moutier                                         | Bessay-sur-Allier             | Allier                  | Auvergne-Rhône-Alpes       | inscrit    | « PA00092992 », notice no PA00092992 | 46° 28′ 22″ nord, 3° 20′ 49″ est   |       |
| Pont sur le Gaduet                                         | Bransat                       | Allier                  | Auvergne-Rhône-Alpes       | inscrit    | « PA00093021 », notice no PA00093021 | 46° 19′ 19″ nord, 3° 13′ 45″ est   |       |
| Halles                                                     | Ébreuil                       | Allier                  | Auvergne-Rhône-Alpes       | inscrit    | « PA00093093 », notice no PA00093093 | 46° 06′ 53″ nord, 3° 05′ 15″ est   |       |
| Maison à échauguette                                       | Ébreuil                       | Allier                  | Auvergne-Rhône-Alpes       | inscrit    | « PA00093094 », notice no PA00093094 | 46° 06′ 51″ nord, 3° 05′ 13″ est   |       |
| Couvent des Carmes                                         | Moulins                       | Allier                  | Auvergne-Rhône-Alpes       | inscrit    | « PA00093195 », notice no PA00093195 | 46° 33′ 45″ nord, 3° 19′ 59″ est   |       |
| Chapelle Sainte-Agathe                                     | Saint-Désiré                  | Allier                  | Auvergne-Rhône-Alpes       | inscrit    | « PA00093265 », notice no PA00093265 | 46° 29′ 58″ nord, 2° 27′ 46″ est   |       |
| Manoir de la Grolière                                      | Ygrande                       | Allier                  | Auvergne-Rhône-Alpes       | inscrit    | « PA00093376 », notice no PA00093376 | 46° 30′ 55″ nord, 2° 57′ 38″ est   |       |
| Église Saint-Pierre-et-Saint-Paul                          | Castellet-lès-Sausses         | Alpes-de-Haute-Provence | Provence-Alpes-Côte d'Azur | inscrit    | « PA00080363 », notice no PA00080363 | 43° 59′ 39″ nord, 6° 45′ 49″ est   |       |
| Église Notre-Dame-et-Saint-Pons                            | Thorame-Haute                 | Alpes-de-Haute-Provence | Provence-Alpes-Côte d'Azur | inscrit    | « PA00080443 », notice no PA00080443 | 44° 04′ 02″ nord, 6° 37′ 03″ est   |       |
| Église Saint-Martin                                        | Volonne                       | Alpes-de-Haute-Provence | Provence-Alpes-Côte d'Azur | classé     | « PA00080510 », notice no PA00080510 | 44° 06′ 54″ nord, 6° 00′ 53″ est   |       |
| Église Saint-Jacques-le-Majeur                             | Nice                          | Alpes-Maritimes         | Provence-Alpes-Côte d'Azur | classé     | « PA00080791 », notice no PA00080791 | 43° 41′ 48″ nord, 7° 16′ 38″ est   |       |
| Ancienne église St Jean-Baptiste de Meysse                 | Meysse                        | Ardèche                 | Auvergne-Rhône-Alpes       | classé     | « PA00116732 », notice no PA00116732 | 44° 36′ 35″ nord, 4° 43′ 16″ est   |       |
| Château de Joviac                                          | Rochemaure                    | Ardèche                 | Auvergne-Rhône-Alpes       | inscrit    | « PA00116758 », notice no PA00116758 | 44° 34′ 03″ nord, 4° 41′ 14″ est   |       |
| Chapelle Notre-Dame-des-Anges de Rochemaure                | Rochemaure                    | Ardèche                 | Auvergne-Rhône-Alpes       | inscrit    | « PA00116756 », notice no PA00116756 | 44° 35′ 16″ nord, 4° 42′ 05″ est   |       |
| Église Saint-Jean de Saint-Jean-de-Pourcharesse            | Saint-Pierre-Saint-Jean       | Ardèche                 | Auvergne-Rhône-Alpes       | inscrit    | « PA00116801 », notice no PA00116801 | 44° 29′ 17″ nord, 4° 06′ 21″ est   |       |
| Église Saint-Thibault de Château-Porcien                   | Château-Porcien               | Ardennes                | Grand Est                  | inscrit    | « PA00078420 », notice no PA00078420 | 49° 31′ 39″ nord, 4° 14′ 42″ est   |       |
| Église Saint-Rémi de Floing                                | Floing                        | Ardennes                | Grand Est                  | inscrit    | « PA00078438 », notice no PA00078438 | 49° 43′ 17″ nord, 4° 55′ 49″ est   |       |
| Château                                                    | Villemereuil                  | Aube                    | Grand Est                  | inscrit    | « PA00078305 », notice no PA00078305 | 48° 12′ 13″ nord, 4° 05′ 07″ est   |       |
| Port La Nautique                                           | Narbonne                      | Aude                    | Occitanie                  | classé     | « PA00102807 », notice no PA00102807 | 43° 08′ 39″ nord, 3° 00′ 13″ est   |       |
| ancienne Commanderie Saint-Jean                            | Strasbourg                    | Bas-Rhin                | Grand Est                  | inscrit    | « PA00085021 », notice no PA00085021 | 48° 34′ 53″ nord, 7° 44′ 16″ est   |       |
| Barrage Vauban                                             | Strasbourg                    | Bas-Rhin                | Grand Est                  | inscrit    | « PA00085039 », notice no PA00085039 | 48° 34′ 46″ nord, 7° 44′ 17″ est   |       |
| Immeubles                                                  | Strasbourg                    | Bas-Rhin                | Grand Est                  | inscrit    | « PA00085089 », notice no PA00085089 | 48° 34′ 59″ nord, 7° 45′ 09″ est   |       |
| Couvent des Augustins                                      | Aix-en-Provence               | Bouches-du-Rhône        | Provence-Alpes-Côte d'Azur | inscrit    | « PA00080993 », notice no PA00080993 | 43° 31′ 36″ nord, 5° 26′ 49″ est   |       |
| Hôtel de Maliverny                                         | Aix-en-Provence               | Bouches-du-Rhône        | Provence-Alpes-Côte d'Azur | inscrit    | « PA00081040 », notice no PA00081040 | 43° 31′ 41″ nord, 5° 27′ 13″ est   |       |
| Chapelle Saint-Sixte                                       | Eygalières                    | Bouches-du-Rhône        | Provence-Alpes-Côte d'Azur | inscrit    | « PA00081243 », notice no PA00081243 | 43° 45′ 43″ nord, 4° 58′ 01″ est   |       |
| Chapelle Saint-Michel                                      | Saint-Mitre-les-Remparts      | Bouches-du-Rhône        | Provence-Alpes-Côte d'Azur | inscrit    | « PA00081435 », notice no PA00081435 | 43° 27′ 00″ nord, 5° 00′ 49″ est   |       |
| Chapelle de Lansac                                         | Tarascon                      | Bouches-du-Rhône        | Provence-Alpes-Côte d'Azur | inscrit    | « PA00081468 », notice no PA00081468 | 43° 45′ 59″ nord, 4° 40′ 10″ est   |       |
| Croix du cimetière de Cheffreville                         | Cheffreville-Tonnencourt      | Calvados                | Normandie                  | inscrit    | « PA00111222 », notice no PA00111222 | 49° 01′ 55″ nord, 0° 14′ 44″ est   |       |
| Manoir de Colleville-Montgomery                            | Colleville-Montgomery         | Calvados                | Normandie                  | inscrit    | « PA00111231 », notice no PA00111231 | 49° 16′ 20″ nord, 0° 18′ 04″ ouest |       |
| Chambre de Charité                                         | Courtonne-la-Meurdrac         | Calvados                | Normandie                  | inscrit    | « PA00111251 », notice no PA00111251 | 49° 07′ 31″ nord, 0° 19′ 09″ est   |       |
| Manoir de Colandon                                         | Glos                          | Calvados                | Normandie                  | inscrit    | « PA00111365 », notice no PA00111365 | 49° 07′ 38″ nord, 0° 16′ 49″ est   |       |
| Château d'Outrelaize                                       | Gouvix                        | Calvados                | Normandie                  | inscrit    | « PA00111369 », notice no PA00111369 | 49° 01′ 55″ nord, 0° 18′ 38″ ouest |       |
| Grange aux dîmes                                           | Ouistreham                    | Calvados                | Normandie                  | inscrit    | « PA00111594 », notice no PA00111594 | 49° 16′ 35″ nord, 0° 15′ 29″ ouest |       |
| Siège de la vicomté d'Auge                                 | Pont-l'Évêque                 | Calvados                | Normandie                  | inscrit    | « PA00111617 », notice no PA00111617 | 49° 17′ 07″ nord, 0° 10′ 55″ est   |       |
| Manoir Saint-Hippolyte                                     | Saint-Martin-de-la-Lieue      | Calvados                | Normandie                  | inscrit    | « PA00111701 », notice no PA00111701 | 49° 07′ 17″ nord, 0° 13′ 02″ est   |       |
| Château de Vaulaville                                      | Tour-en-Bessin                | Calvados                | Normandie                  | classé     | « PA00111760 », notice no PA00111760 | 49° 18′ 39″ nord, 0° 46′ 17″ ouest |       |
| Croix de chemin                                            | Andelat                       | Cantal                  | Auvergne-Rhône-Alpes       | inscrit    | « PA00093436 », notice no PA00093436 | 45° 03′ 41″ nord, 3° 03′ 43″ est   |       |
| Fontaine                                                   | Moussages                     | Cantal                  | Auvergne-Rhône-Alpes       | inscrit    | « PA00093561 », notice no PA00093561 | 45° 14′ 16″ nord, 2° 28′ 04″ est   |       |
| Croix de chemin                                            | Polminhac                     | Cantal                  | Auvergne-Rhône-Alpes       | classé     | « PA00093579 », notice no PA00093579 | 44° 57′ 05″ nord, 2° 34′ 38″ est   |       |
| Château de Saint-Pol                                       | Saint-Martin-Valmeroux        | Cantal                  | Auvergne-Rhône-Alpes       | inscrit    | « PA00093649 », notice no PA00093649 | 45° 06′ 47″ nord, 2° 24′ 22″ est   |       |
| Immeuble                                                   | Angoulême                     | Charente                | Nouvelle-Aquitaine         | inscrit    | « PA00104215 », notice no PA00104215 | 45° 38′ 50″ nord, 0° 09′ 22″ est   |       |
| Immeuble                                                   | Angoulême                     | Charente                | Nouvelle-Aquitaine         | inscrit    | « PA00104218 », notice no PA00104218 | 45° 38′ 46″ nord, 0° 09′ 23″ est   |       |
| Immeuble                                                   | Angoulême                     | Charente                | Nouvelle-Aquitaine         | inscrit    | « PA00104216 », notice no PA00104216 | 45° 38′ 49″ nord, 0° 09′ 22″ est   |       |
| Immeuble                                                   | Angoulême                     | Charente                | Nouvelle-Aquitaine         | inscrit    | « PA00104217 », notice no PA00104217 | 45° 38′ 48″ nord, 0° 09′ 23″ est   |       |
| Immeuble                                                   | Angoulême                     | Charente                | Nouvelle-Aquitaine         | inscrit    | « PA00104213 », notice no PA00104213 | 45° 38′ 50″ nord, 0° 09′ 20″ est   |       |
| Immeuble                                                   | Angoulême                     | Charente                | Nouvelle-Aquitaine         | inscrit    | « PA00104214 », notice no PA00104214 | 45° 38′ 50″ nord, 0° 09′ 21″ est   |       |
| Château de Saint-Brice                                     | Saint-Brice                   | Charente                | Nouvelle-Aquitaine         | inscrit    | « PA00104490 », notice no PA00104490 | 45° 41′ 13″ nord, 0° 16′ 40″ ouest |       |
| Dolmen de la Boixe                                         | Vervant                       | Charente                | Nouvelle-Aquitaine         | classé     | « PA00104537 », notice no PA00104537 | 45° 50′ 41″ nord, 0° 08′ 57″ est   |       |
| Château d'Écoyeux                                          | Écoyeux                       | Charente-Maritime       | Nouvelle-Aquitaine         | inscrit    | « PA00104677 », notice no PA00104677 | 45° 49′ 23″ nord, 0° 30′ 32″ ouest |       |
| Halles de Pisany                                           | Pisany                        | Charente-Maritime       | Nouvelle-Aquitaine         | inscrit    | « PA00104838 », notice no PA00104838 | 45° 42′ 07″ nord, 0° 46′ 55″ ouest |       |
| Château de la Vallée                                       | Assigny                       | Cher                    | Centre-Val de Loire        | inscrit    | « PA00096632 », notice no PA00096632 | 47° 25′ 21″ nord, 2° 44′ 54″ est   |       |
| Fontaine de Fer                                            | Bourges                       | Cher                    | Centre-Val de Loire        | inscrit    | « PA00096676 », notice no PA00096676 | 47° 05′ 31″ nord, 2° 24′ 05″ est   |       |
| Église Saint-Paul de Lantan                                | Lantan                        | Cher                    | Centre-Val de Loire        | inscrit    | « PA00096821 », notice no PA00096821 | 46° 54′ 23″ nord, 2° 39′ 42″ est   |       |
| Abbaye de Loroy                                            | Méry-ès-Bois                  | Cher                    | Centre-Val de Loire        | inscrit    | « PA00096848 », notice no PA00096848 | 47° 19′ 12″ nord, 2° 25′ 08″ est   |       |
| Château de Lienesse                                        | Neuilly-en-Dun                | Cher                    | Centre-Val de Loire        | inscrit    | « PA00096853 », notice no PA00096853 | 46° 47′ 02″ nord, 2° 46′ 38″ est   |       |
| Église Saint-Paxent de Nozières                            | Nozières                      | Cher                    | Centre-Val de Loire        | inscrit    | « PA00096861 », notice no PA00096861 | 46° 44′ 06″ nord, 2° 26′ 02″ est   |       |
| Maison                                                     | Vierzon                       | Cher                    | Centre-Val de Loire        | inscrit    | « PA00096928 », notice no PA00096928 | 47° 13′ 22″ nord, 2° 04′ 13″ est   |       |
| Maison à pans de bois                                      | Vierzon                       | Cher                    | Centre-Val de Loire        | inscrit    | « PA00096929 », notice no PA00096929 | 47° 13′ 23″ nord, 2° 04′ 10″ est   |       |
| Logis des Monnayeurs                                       | Vierzon                       | Cher                    | Centre-Val de Loire        | inscrit    | « PA00096925 », notice no PA00096925 | 47° 13′ 20″ nord, 2° 04′ 12″ est   |       |
| Château d'Estresse                                         | Astaillac                     | Corrèze                 | Nouvelle-Aquitaine         | inscrit    | « PA00099657 », notice no PA00099657 | 44° 57′ 14″ nord, 1° 51′ 03″ est   |       |
| Chapelle Saint-Libéral                                     | Brive-la-Gaillarde            | Corrèze                 | Nouvelle-Aquitaine         | inscrit    | « PA00099688 », notice no PA00099688 | 45° 09′ 37″ nord, 1° 31′ 57″ est   |       |
| Église Saint-Géraud de La Chapelle-Saint-Géraud            | La Chapelle-Saint-Géraud      | Corrèze                 | Nouvelle-Aquitaine         | inscrit    | « PA00099710 », notice no PA00099710 | 45° 02′ 25″ nord, 1° 57′ 12″ est   |       |
| Église Saint-Genest de Curemonte                           | Curemonte                     | Corrèze                 | Nouvelle-Aquitaine         | inscrit    | « PA00099758 », notice no PA00099758 | 45° 00′ 50″ nord, 1° 44′ 44″ est   |       |
| Église Saint-Barthélemy de Lamazière-Basse                 | Lamazière-Basse               | Corrèze                 | Nouvelle-Aquitaine         | inscrit    | « PA00099785 », notice no PA00099785 | 45° 22′ 19″ nord, 2° 10′ 15″ est   |       |
| Manoir du Battut                                           | Queyssac-les-Vignes           | Corrèze                 | Nouvelle-Aquitaine         | inscrit    | « PA00099833 », notice no PA00099833 | 44° 58′ 00″ nord, 1° 45′ 15″ est   |       |
| Église Notre-Dame de Veyrières                             | Veyrières                     | Corrèze                 | Nouvelle-Aquitaine         | inscrit    | « PA00099953 », notice no PA00099953 | 45° 29′ 23″ nord, 2° 23′ 35″ est   |       |
| Château fort d'Avosnes                                     | Avosnes                       | Côte-d'Or               | Bourgogne-Franche-Comté    | inscrit    | « PA00112091 », notice no PA00112091 | 47° 21′ 42″ nord, 4° 38′ 24″ est   |       |
| Cave du Chapitre                                           | Beaune                        | Côte-d'Or               | Bourgogne-Franche-Comté    | inscrit    | « PA00112100 », notice no PA00112100 | 47° 01′ 28″ nord, 4° 50′ 14″ est   |       |
| Château de Courtivron                                      | Courtivron                    | Côte-d'Or               | Bourgogne-Franche-Comté    | inscrit    | « PA00112241 », notice no PA00112241 | 47° 32′ 22″ nord, 4° 58′ 07″ est   |       |
| Château de Créancey                                        | Créancey                      | Côte-d'Or               | Bourgogne-Franche-Comté    | inscrit    | « PA00112242 », notice no PA00112242 | 47° 14′ 47″ nord, 4° 35′ 05″ est   |       |
| Hôtel de Migieu                                            | Dijon                         | Côte-d'Or               | Bourgogne-Franche-Comté    | inscrit    | « PA00112313 », notice no PA00112313 | 47° 19′ 13″ nord, 5° 02′ 12″ est   |       |
| Hôtel Lemullier de Bressey                                 | Dijon                         | Côte-d'Or               | Bourgogne-Franche-Comté    | classé     | « PA00112310 », notice no PA00112310 | 47° 19′ 14″ nord, 5° 02′ 35″ est   |       |
| Maison aux Trois Visages                                   | Dijon                         | Côte-d'Or               | Bourgogne-Franche-Comté    | classé     | « PA00112405 », notice no PA00112405 | 47° 19′ 19″ nord, 5° 02′ 17″ est   |       |
| Hôtel Gauthier                                             | Dijon                         | Côte-d'Or               | Bourgogne-Franche-Comté    | inscrit    | « PA00112299 », notice no PA00112299 | 47° 19′ 09″ nord, 5° 02′ 24″ est   |       |
| Hôtel                                                      | Dijon                         | Côte-d'Or               | Bourgogne-Franche-Comté    | inscrit    | « PA00112334 », notice no PA00112334 | 47° 19′ 03″ nord, 5° 02′ 13″ est   |       |
| Lycée technique du Castel                                  | Dijon                         | Côte-d'Or               | Bourgogne-Franche-Comté    | inscrit    | « PA00112252 », notice no PA00112252 | 47° 18′ 38″ nord, 5° 02′ 11″ est   |       |
| Hôtel des Barres                                           | Dijon                         | Côte-d'Or               | Bourgogne-Franche-Comté    | inscrit    | « PA00112277 », notice no PA00112277 | 47° 19′ 11″ nord, 5° 02′ 37″ est   |       |
| Borne de Lamargele                                         | Lamargelle                    | Côte-d'Or               | Bourgogne-Franche-Comté    | classé     | « PA00112502 », notice no PA00112502 | 47° 32′ 36″ nord, 4° 48′ 09″ est   |       |
| Fontaine                                                   | Longchamp                     | Côte-d'Or               | Bourgogne-Franche-Comté    | inscrit    | « PA00112512 », notice no PA00112512 | 47° 15′ 39″ nord, 5° 17′ 11″ est   |       |
| Niche                                                      | Messigny-et-Vantoux           | Côte-d'Or               | Bourgogne-Franche-Comté    | inscrit    | « PA00112539 », notice no PA00112539 | 47° 24′ 14″ nord, 5° 01′ 07″ est   |       |
| Abbaye de Molesme                                          | Molesme                       | Côte-d'Or               | Bourgogne-Franche-Comté    | inscrit    | « PA00112545 », notice no PA00112545 | 47° 56′ 03″ nord, 4° 21′ 25″ est   |       |
| Château de Puits                                           | Puits                         | Côte-d'Or               | Bourgogne-Franche-Comté    | inscrit    | « PA00112601 », notice no PA00112601 | 47° 44′ 00″ nord, 4° 27′ 36″ est   |       |
| Château de Saint-Rémy                                      | Saint-Rémy                    | Côte-d'Or               | Bourgogne-Franche-Comté    | inscrit    | « PA00112637 », notice no PA00112637 | 47° 38′ 24″ nord, 4° 18′ 03″ est   |       |
| Hôtel particulier                                          | Semur-en-Auxois               | Côte-d'Or               | Bourgogne-Franche-Comté    | inscrit    | « PA00112673 », notice no PA00112673 | 47° 29′ 26″ nord, 4° 19′ 52″ est   |       |
| Église Saint-Pierre                                        | Thoisy-la-Berchère            | Côte-d'Or               | Bourgogne-Franche-Comté    | inscrit    | « PA00112696 », notice no PA00112696 | 47° 15′ 44″ nord, 4° 20′ 46″ est   |       |
| Maison forte                                               | Verrey-sous-Salmaise          | Côte-d'Or               | Bourgogne-Franche-Comté    | inscrit    | « PA00112715 », notice no PA00112715 | 47° 26′ 13″ nord, 4° 39′ 57″ est   |       |
| Immeuble                                                   | Vitteaux                      | Côte-d'Or               | Bourgogne-Franche-Comté    | inscrit    | « PA00112736 », notice no PA00112736 | 47° 23′ 51″ nord, 4° 32′ 29″ est   |       |
| Trois tumulus de Trélan                                    | Carnoët                       | Côtes-d'Armor           | Bretagne                   | inscrit    | « PA00089056 », notice no PA00089056 | 48° 19′ 29″ nord, 3° 33′ 08″ ouest |       |
| Couvent des Ursulines                                      | Lannion                       | Côtes-d'Armor           | Bretagne                   | inscrit    | « PA00089264 », notice no PA00089264 | 48° 43′ 51″ nord, 3° 27′ 19″ ouest |       |
| Manoir de Kerloury                                         | Paimpol                       | Côtes-d'Armor           | Bretagne                   | inscrit    | « PA00089355 », notice no PA00089355 | 48° 47′ 19″ nord, 3° 04′ 52″ ouest |       |
| Polissoir du Petit Runio                                   | Plouagat                      | Côtes-d'Armor           | Bretagne                   | classé     | « PA00089451 », notice no PA00089451 | 48° 30′ 30″ nord, 3° 00′ 27″ ouest |       |
| Souterrain protohistorique de la ville Grohan              | Quessoy                       | Côtes-d'Armor           | Bretagne                   | classé     | « PA00089550 », notice no PA00089550 | 48° 26′ 31″ nord, 2° 40′ 32″ ouest |       |
| Immeuble                                                   | Saint-Brieuc                  | Côtes-d'Armor           | Bretagne                   | inscrit    | « PA00089598 », notice no PA00089598 | 48° 30′ 55″ nord, 2° 45′ 38″ ouest |       |
| Menhirs de Kergornec                                       | Saint-Gilles-Pligeaux         | Côtes-d'Armor           | Bretagne                   | classé     | « PA00089626 », notice no PA00089626 | 48° 22′ 08″ nord, 3° 04′ 22″ ouest |       |
| Menhirs de Kergornec                                       | Saint-Gilles-Pligeaux         | Côtes-d'Armor           | Bretagne                   | classé     | « PA00089625 », notice no PA00089625 | 48° 22′ 14″ nord, 3° 04′ 10″ ouest |       |
| Menhir de Crec'h Ogel                                      | Saint-Gilles-Pligeaux         | Côtes-d'Armor           | Bretagne                   | classé     | « PA00089624 », notice no PA00089624 | 48° 23′ 08″ nord, 3° 03′ 16″ ouest |       |
| Cippe gallo-romain d'Issoudun-Létrieix                     | Issoudun-Létrieix             | Creuse                  | Nouvelle-Aquitaine         | classé     | « PA00100088 », notice no PA00100088 | 46° 03′ 38″ nord, 2° 08′ 34″ est   |       |
| Église Saint-Martial de Saint-Martial-le-Vieux             | Saint-Martial-le-Vieux        | Creuse                  | Nouvelle-Aquitaine         | inscrit    | « PA00100175 », notice no PA00100175 | 45° 40′ 16″ nord, 2° 16′ 47″ est   |       |
| Pierre-Levée des Sept Chemins                              | Bougon                        | Deux-Sèvres             | Nouvelle-Aquitaine         | classé     | « PA00101194 », notice no PA00101194 | 46° 21′ 36″ nord, 0° 04′ 27″ ouest |       |
| Château de Maillé                                          | La Chapelle-Bâton             | Deux-Sèvres             | Nouvelle-Aquitaine         | inscrit    | « PA00101211 », notice no PA00101211 | 46° 26′ 42″ nord, 0° 19′ 48″ ouest |       |
| Pierre Levée de la Fontenille                              | Faye-l'Abbesse                | Deux-Sèvres             | Nouvelle-Aquitaine         | classé     | « PA00101232 », notice no PA00101232 | 46° 49′ 42″ nord, 0° 19′ 06″ ouest |       |
| Menhirs de Pierre levée                                    | Saint-Léger-de-Montbrun       | Deux-Sèvres             | Nouvelle-Aquitaine         | classé     | « PA00101342 », notice no PA00101342 | 46° 59′ 17″ nord, 0° 09′ 48″ ouest |       |
| Château des Moulières                                      | Saint-Pompain                 | Deux-Sèvres             | Nouvelle-Aquitaine         | inscrit    | « PA00101361 », notice no PA00101361 | 46° 26′ 53″ nord, 0° 36′ 46″ ouest |       |
| Maison du Sénéchal                                         | Bourdeilles                   | Dordogne                | Nouvelle-Aquitaine         | inscrit    | « PA00082393 », notice no PA00082393 | 45° 19′ 20″ nord, 0° 35′ 16″ est   |       |
| Couvent des Augustins de Domme                             | Domme                         | Dordogne                | Nouvelle-Aquitaine         | inscrit    | « PA00082511 », notice no PA00082511 | 44° 48′ 10″ nord, 1° 12′ 46″ est   |       |
| Église Saint-Martin                                        | Liorac-sur-Louyre             | Dordogne                | Nouvelle-Aquitaine         | inscrit    | « PA00082618 », notice no PA00082618 | 44° 53′ 51″ nord, 0° 38′ 45″ est   |       |
| Ruines du château de Miremont                              | Mauzens-et-Miremont           | Dordogne                | Nouvelle-Aquitaine         | inscrit    | « PA00082638 », notice no PA00082638 | 44° 59′ 41″ nord, 0° 56′ 34″ est   |       |
| Allée couverte du Blanc                                    | Nojals-et-Clotte              | Dordogne                | Nouvelle-Aquitaine         | classé     | « PA00082713 », notice no PA00082713 | 44° 44′ 21″ nord, 0° 45′ 12″ est   |       |
| Château de Perdigat                                        | Saint-Chamassy                | Dordogne                | Nouvelle-Aquitaine         | inscrit    | « PA00082812 », notice no PA00082812 | 44° 53′ 26″ nord, 0° 54′ 59″ est   |       |
| Immeuble                                                   | Pontarlier                    | Doubs                   | Bourgogne-Franche-Comté    | inscrit    | « PA00101710 », notice no PA00101710 | 46° 54′ 10″ nord, 6° 21′ 19″ est   |       |
| Immeuble                                                   | Pontarlier                    | Doubs                   | Bourgogne-Franche-Comté    | inscrit    | « PA00101711 », notice no PA00101711 | 46° 54′ 08″ nord, 6° 21′ 29″ est   |       |
| Immeuble                                                   | Pontarlier                    | Doubs                   | Bourgogne-Franche-Comté    | inscrit    | « PA00101713 », notice no PA00101713 | 46° 54′ 15″ nord, 6° 21′ 11″ est   |       |
| Abbaye de Valcroissant                                     | Die                           | Drôme                   | Auvergne-Rhône-Alpes       | classé     | « PA00116931 », notice no PA00116931 | 44° 44′ 47″ nord, 5° 25′ 53″ est   |       |
| Château de Donzère                                         | Donzère                       | Drôme                   | Auvergne-Rhône-Alpes       | inscrit    | « PA00116940 », notice no PA00116940 | 44° 26′ 42″ nord, 4° 42′ 41″ est   |       |
| Propriété du Moustier                                      | Montgeron                     | Essonne                 | Île-de-France              | inscrit    | « PA00087968 », notice no PA00087968 | 48° 42′ 14″ nord, 2° 27′ 38″ est   |       |
| Château de la Grange                                       | Yerres                        | Essonne                 | Île-de-France              | classé     | « PA00088050 », notice no PA00088050 | 48° 43′ 45″ nord, 2° 29′ 43″ est   |       |
| Manoir de Berville-sur-Mer                                 | Berville-sur-Mer              | Eure                    | Normandie                  | inscrit    | « PA00099343 », notice no PA00099343 | 49° 25′ 15″ nord, 0° 21′ 31″ est   |       |
| Château de la Fontaine-du-Houx                             | Bézu-la-Forêt                 | Eure                    | Normandie                  | inscrit    | « PA00099344 », notice no PA00099344 | 49° 24′ 42″ nord, 1° 37′ 21″ est   |       |
| Prieuré de Chaise-Dieu-du-Theil                            | Chaise-Dieu-du-Theil          | Eure                    | Normandie                  | inscrit    | « PA00099369 », notice no PA00099369 | 48° 45′ 57″ nord, 0° 45′ 42″ est   |       |
| Église Saint-Sauveur de Fours-en-Vexin                     | Fours-en-Vexin                | Eure                    | Normandie                  | classé     | « PA00099424 », notice no PA00099424 | 49° 11′ 11″ nord, 1° 36′ 07″ est   |       |
| Château de Chambray                                        | Gouville                      | Eure                    | Normandie                  | inscrit    | « PA00099437 », notice no PA00099437 | 48° 50′ 27″ nord, 1° 00′ 22″ est   |       |
| Château de Saint-Mards-sur-Risle                           | Saint-Mards-de-Blacarville    | Eure                    | Normandie                  | inscrit    | « PA00099558 », notice no PA00099558 | 49° 22′ 45″ nord, 0° 29′ 11″ est   |       |
| Château du Champ de Bataille                               | Sainte-Opportune-du-Bosc      | Eure                    | Normandie                  | classé     | « PA00099562 », notice no PA00099562 | 49° 10′ 06″ nord, 0° 51′ 34″ est   |       |
| Église de la Sainte-Trinité de La Trinité-de-Thouberville  | La Trinité-de-Thouberville    | Eure                    | Normandie                  | inscrit    | « PA00099593 », notice no PA00099593 | 49° 21′ 56″ nord, 0° 52′ 33″ est   |       |
| Croix de cimetière de Boisgasson                           | Boisgasson                    | Eure-et-Loir            | Centre-Val de Loire        | inscrit    | « PA00096973 », notice no PA00096973 | 48° 02′ 57″ nord, 1° 09′ 12″ est   |       |
| Hôtel de la Lanterne                                       | Bonneval                      | Eure-et-Loir            | Centre-Val de Loire        | inscrit    | « PA00096980 », notice no PA00096980 | 48° 10′ 52″ nord, 1° 23′ 17″ est   |       |
| Maison du Dauphin                                          | Bonneval                      | Eure-et-Loir            | Centre-Val de Loire        | inscrit    | « PA00096979 », notice no PA00096979 | 48° 10′ 50″ nord, 1° 23′ 17″ est   |       |
| Château de Touchebredier                                   | La Chapelle-du-Noyer          | Eure-et-Loir            | Centre-Val de Loire        | inscrit    | « PA00096989 », notice no PA00096989 | 48° 01′ 45″ nord, 1° 18′ 55″ est   |       |
| Église Saint-François-d'Assise de Maillebois               | Maillebois                    | Eure-et-Loir            | Centre-Val de Loire        | inscrit    | « PA00097142 », notice no PA00097142 | 48° 37′ 54″ nord, 1° 08′ 56″ est   |       |
| Église Saint-Nicolas du Mesnil-Simon                       | Le Mesnil-Simon               | Eure-et-Loir            | Centre-Val de Loire        | inscrit    | « PA00097152 », notice no PA00097152 | 48° 53′ 44″ nord, 1° 32′ 15″ est   |       |
| Ferme au pigeonnier                                        | Ollé                          | Eure-et-Loir            | Centre-Val de Loire        | inscrit    | « PA00097182 », notice no PA00097182 | 48° 23′ 17″ nord, 1° 17′ 40″ est   |       |
| Église Saint-Ouen de Saint-Ouen-Marchefroy                 | Saint-Ouen-Marchefroy         | Eure-et-Loir            | Centre-Val de Loire        | inscrit    | « PA00097202 », notice no PA00097202 | 48° 50′ 48″ nord, 1° 31′ 34″ est   |       |
| Église Saint-Jean-Baptiste                                 | Saumeray                      | Eure-et-Loir            | Centre-Val de Loire        | inscrit    | « PA00097210 », notice no PA00097210 | 48° 15′ 01″ nord, 1° 19′ 16″ est   |       |
| Immeubles                                                  | Concarneau                    | Finistère               | Bretagne                   | inscrit    | « PA00089894 », notice no PA00089894 | 47° 52′ 11″ nord, 3° 55′ 02″ ouest |       |
| Tumulus de Gorre Menez                                     | Loperhet                      | Finistère               | Bretagne                   | inscrit    | « PA00090103 », notice no PA00090103 | 48° 24′ 03″ nord, 4° 19′ 10″ ouest |       |
| Immeuble                                                   | Morlaix                       | Finistère               | Bretagne                   | inscrit    | « PA00090131 », notice no PA00090131 | 48° 34′ 41″ nord, 3° 49′ 38″ ouest |       |
| Retranchement protohistorique                              | Névez                         | Finistère               | Bretagne                   | inscrit    | « PA00090145 », notice no PA00090145 | 47° 47′ 06″ nord, 3° 47′ 59″ ouest |       |
| Dolmen de Brucou                                           | Névez                         | Finistère               | Bretagne                   | inscrit    | « PA00090143 », notice no PA00090143 |                                    |       |
| Tumulus de Kernescop                                       | Plogonnec                     | Finistère               | Bretagne                   | classé     | « PA00090183 », notice no PA00090183 | 48° 04′ 27″ nord, 4° 13′ 47″ ouest |       |
| Église Saint-Pierre de Plougasnou                          | Plougasnou                    | Finistère               | Bretagne                   | inscrit    | « PA00090232 », notice no PA00090232 | 48° 41′ 46″ nord, 3° 47′ 31″ ouest |       |
| Chapelle                                                   | Plougasnou                    | Finistère               | Bretagne                   | inscrit    | « PA00090231 », notice no PA00090231 | 48° 41′ 52″ nord, 3° 47′ 23″ ouest |       |
| Manoir de Tromelin                                         | Plougasnou                    | Finistère               | Bretagne                   | inscrit    | « PA00090236 », notice no PA00090236 | 48° 41′ 57″ nord, 3° 49′ 09″ ouest |       |
| Grand menhir de Kerangosker                                | Pont-Aven                     | Finistère               | Bretagne                   | classé     | « PA00090292 », notice no PA00090292 | 47° 50′ 46″ nord, 3° 45′ 46″ ouest |       |
| Camp gaulois de Kercaradec                                 | Quimper                       | Finistère               | Bretagne                   | classé     | « PA00090321 », notice no PA00090321 | 47° 59′ 14″ nord, 4° 08′ 53″ ouest |       |
| Stèle protohistorique de Penlann                           | Riec-sur-Bélon                | Finistère               | Bretagne                   | inscrit    | « PA00090398 », notice no PA00090398 | 47° 50′ 47″ nord, 3° 42′ 50″ ouest |       |
| Dolmen de Kerscao                                          | Riec-sur-Bélon                | Finistère               | Bretagne                   | inscrit    | « PA00090397 », notice no PA00090397 | 47° 53′ 33″ nord, 3° 42′ 02″ ouest |       |
| Manoir de Lesvern                                          | Saint-Frégant                 | Finistère               | Bretagne                   | inscrit    | « PA00090410 », notice no PA00090410 | 48° 35′ 29″ nord, 4° 22′ 08″ ouest |       |
| Stèle protohistorique christianisée de Kernalec            | Trégunc                       | Finistère               | Bretagne                   | classé     | « PA00090472 », notice no PA00090472 | 47° 49′ 03″ nord, 3° 48′ 41″ ouest |       |
| Chapelle Saint-Sébastien de Tréméoc                        | Tréméoc                       | Finistère               | Bretagne                   | inscrit    | « PA00090477 », notice no PA00090477 | 47° 55′ 21″ nord, 4° 12′ 35″ ouest |       |
| Abbatiale Saint-Martin de Cendras                          | Cendras                       | Gard                    | Occitanie                  | inscrit    | « PA00103042 », notice no PA00103042 | 44° 09′ 19″ nord, 4° 03′ 15″ est   |       |
| Église Saint-Étienne de Domessargues                       | Domessargues                  | Gard                    | Occitanie                  | inscrit    | « PA00103053 », notice no PA00103053 | 43° 58′ 38″ nord, 4° 10′ 07″ est   |       |
| Oppidum de Sauve                                           | Sauve                         | Gard                    | Occitanie                  | classé     | « PA00103236 », notice no PA00103236 | 43° 57′ 47″ nord, 3° 56′ 01″ est   |       |
| Mas de la Lauze                                            | Uzès                          | Gard                    | Occitanie                  | inscrit    | « PA00103281 », notice no PA00103281 | 44° 01′ 08″ nord, 4° 25′ 35″ est   |       |
| Château de Villevieille                                    | Villevieille                  | Gard                    | Occitanie                  | classé     | « PA00103323 », notice no PA00103323 | 43° 47′ 24″ nord, 4° 05′ 48″ est   |       |
| Église Notre-Dame de Vopillon                              | Beaumont                      | Gers                    | Occitanie                  | inscrit    | « PA00094735 », notice no PA00094735 | 43° 55′ 37″ nord, 0° 18′ 07″ est   |       |
| Église Sainte-Germaine de Baradieu                         | Condom                        | Gers                    | Occitanie                  | inscrit    | « PA00094780 », notice no PA00094780 | 43° 57′ 51″ nord, 0° 26′ 44″ est   |       |
| Chapelle Saint-Pé de la Moraine                            | Garin                         | Haute-Garonne           | Occitanie                  | inscrit    | « PA00094341 », notice no PA00094341 | 42° 48′ 26″ nord, 0° 30′ 39″ est   |       |
| Église Saint-Jean-et-Saint-Blaise                          | Puydaniel                     | Haute-Garonne           | Occitanie                  | inscrit    | « PA00094432 », notice no PA00094432 | 43° 20′ 14″ nord, 1° 25′ 57″ est   |       |
| Hôtel Reynier                                              | Toulouse                      | Haute-Garonne           | Occitanie                  | classé     | « PA00094568 », notice no PA00094568 | 43° 35′ 52″ nord, 1° 26′ 50″ est   |       |
| Immeuble                                                   | Toulouse                      | Haute-Garonne           | Occitanie                  | inscrit    | « PA00094591 », notice no PA00094591 | 43° 35′ 47″ nord, 1° 26′ 37″ est   |       |
| Moulin de Nagasse                                          | Verfeil                       | Haute-Garonne           | Occitanie                  | inscrit    | « PA00094657 », notice no PA00094657 | 43° 37′ 52″ nord, 1° 41′ 16″ est   |       |
| Poterne d'enceinte d'Arlempdes                             | Arlempdes                     | Haute-Loire             | Auvergne-Rhône-Alpes       | inscrit    | « PA00092580 », notice no PA00092580 | 44° 51′ 55″ nord, 3° 55′ 21″ est   |       |
| Assemblée de la Clauze                                     | Grèzes                        | Haute-Loire             | Auvergne-Rhône-Alpes       | inscrit    | « PA00092676 », notice no PA00092676 | 44° 54′ 35″ nord, 3° 30′ 16″ est   |       |
| Hôpital Saint-Jacques de Pradelles                         | Pradelles                     | Haute-Loire             | Auvergne-Rhône-Alpes       | inscrit    | « PA00092731 », notice no PA00092731 | 44° 46′ 01″ nord, 3° 53′ 01″ est   |       |
| Porte de la Verdette                                       | Pradelles                     | Haute-Loire             | Auvergne-Rhône-Alpes       | inscrit    | « PA00092737 », notice no PA00092737 | 44° 46′ 08″ nord, 3° 52′ 55″ est   |       |
| Église Saint-Médard de Saugues                             | Saugues                       | Haute-Loire             | Auvergne-Rhône-Alpes       | inscrit    | « PA00092891 », notice no PA00092891 | 44° 57′ 38″ nord, 3° 32′ 50″ est   |       |
| Église Saint-Paul de Vals-le-Chastel                       | Vals-le-Chastel               | Haute-Loire             | Auvergne-Rhône-Alpes       | classé     | « PA00092908 », notice no PA00092908 | 45° 16′ 14″ nord, 3° 31′ 18″ est   |       |
| Château de Dinteville                                      | Dinteville                    | Haute-Marne             | Grand Est                  | inscrit    | « PA00079048 », notice no PA00079048 | 48° 01′ 59″ nord, 4° 48′ 17″ est   |       |
| Maison                                                     | Saint-Dizier                  | Haute-Marne             | Grand Est                  | inscrit    | « PA00079228 », notice no PA00079228 | 48° 38′ 18″ nord, 4° 56′ 59″ est   |       |
| Église Saint-Pierre de Sommevoire                          | Sommevoire                    | Haute-Marne             | Grand Est                  | inscrit    | « PA00079244 », notice no PA00079244 | 48° 24′ 38″ nord, 4° 50′ 24″ est   |       |
| Château de Piepape                                         | Villegusien-le-Lac            | Haute-Marne             | Grand Est                  | inscrit    | « PA00079273 », notice no PA00079273 | 47° 43′ 16″ nord, 5° 19′ 27″ est   |       |
| Remparts d'Amance                                          | Amance                        | Haute-Saône             | Bourgogne-Franche-Comté    | classé     | « PA00102106 », notice no PA00102106 | 47° 48′ 04″ nord, 6° 03′ 28″ est   |       |
| Croix de cimetière                                         | Conflans-sur-Lanterne         | Haute-Saône             | Bourgogne-Franche-Comté    | inscrit    | « PA00102143 », notice no PA00102143 | 47° 48′ 58″ nord, 6° 12′ 33″ est   |       |
| Maison Racle sur le Treige                                 | Granges-le-Bourg              | Haute-Saône             | Bourgogne-Franche-Comté    | inscrit    | « PA00102176 », notice no PA00102176 | 47° 33′ 56″ nord, 6° 35′ 05″ est   |       |
| Maison                                                     | Luxeuil-les-Bains             | Haute-Saône             | Bourgogne-Franche-Comté    | inscrit    | « PA00102211 », notice no PA00102211 | 47° 49′ 02″ nord, 6° 22′ 50″ est   |       |
| Maison à l'oriflamme                                       | Luxeuil-les-Bains             | Haute-Saône             | Bourgogne-Franche-Comté    | inscrit    | « PA00102208 », notice no PA00102208 | 47° 49′ 04″ nord, 6° 22′ 52″ est   |       |
| Maison espagnole                                           | Luxeuil-les-Bains             | Haute-Saône             | Bourgogne-Franche-Comté    | inscrit    | « PA00102210 », notice no PA00102210 | 47° 49′ 01″ nord, 6° 22′ 50″ est   |       |
| Maison                                                     | Luxeuil-les-Bains             | Haute-Saône             | Bourgogne-Franche-Comté    | inscrit    | « PA00102213 », notice no PA00102213 | 47° 48′ 58″ nord, 6° 22′ 55″ est   |       |
| Église Saint-Georges de Maizières                          | Maizières                     | Haute-Saône             | Bourgogne-Franche-Comté    | inscrit    | « PA00102217 », notice no PA00102217 | 47° 29′ 40″ nord, 6° 00′ 38″ est   |       |
| Église Saint-Martin de Montdoré                            | Montdoré                      | Haute-Saône             | Bourgogne-Franche-Comté    | inscrit    | « PA00102228 », notice no PA00102228 | 47° 55′ 14″ nord, 6° 04′ 49″ est   |       |
| Château de Lampinet                                        | Navenne                       | Haute-Saône             | Bourgogne-Franche-Comté    | inscrit    | « PA00102235 », notice no PA00102235 | 47° 36′ 22″ nord, 6° 09′ 54″ est   |       |
| Château de Clairefontaine                                  | Polaincourt-et-Clairefontaine | Haute-Saône             | Bourgogne-Franche-Comté    | inscrit    | « PA00102252 », notice no PA00102252 | 47° 51′ 27″ nord, 6° 05′ 00″ est   |       |
| Église Saint-Nicolas de Combloux                           | Combloux                      | Haute-Savoie            | Auvergne-Rhône-Alpes       | classé     | « PA00118379 », notice no PA00118379 | 45° 53′ 46″ nord, 6° 38′ 31″ est   |       |
| Borne frontière de Cordon                                  | Cordon                        | Haute-Savoie            | Auvergne-Rhône-Alpes       | classé     | « PA00118382 », notice no PA00118382 | 45° 52′ 51″ nord, 6° 34′ 13″ est   |       |
| Église Notre-Dame-de-l'Assomption de Peillonnex            | Peillonnex                    | Haute-Savoie            | Auvergne-Rhône-Alpes       | inscrit    | « PA00118417 », notice no PA00118417 | 46° 07′ 58″ nord, 6° 22′ 44″ est   |       |
| Église Saint-Maurice de Thônes                             | Thônes                        | Haute-Savoie            | Auvergne-Rhône-Alpes       | inscrit    | « PA00118451 », notice no PA00118451 | 45° 52′ 54″ nord, 6° 19′ 29″ est   |       |
| Dolmen de la Tamanie                                       | Oradour-sur-Vayres            | Haute-Vienne            | Nouvelle-Aquitaine         | classé     | « PA00100410 », notice no PA00100410 | 45° 43′ 24″ nord, 0° 52′ 54″ est   |       |
| Maison consulaire de Peyrat-le-Château                     | Peyrat-le-Château             | Haute-Vienne            | Nouvelle-Aquitaine         | inscrit    | « PA00100414 », notice no PA00100414 | 45° 48′ 51″ nord, 1° 46′ 29″ est   |       |
| Église Saint-Sylvestre de Saint-Sylvestre                  | Saint-Sylvestre               | Haute-Vienne            | Nouvelle-Aquitaine         | inscrit    | « PA00100491 », notice no PA00100491 | 45° 59′ 44″ nord, 1° 22′ 38″ est   |       |
| Couvent des Cordeliers d'Embrun                            | Embrun                        | Hautes-Alpes            | Provence-Alpes-Côte d'Azur | inscrit    | « PA00080555 », notice no PA00080555 | 44° 33′ 54″ nord, 6° 29′ 45″ est   |       |
| Chapelle Notre-Dame de Pène-Tailhade                       | Cadéac                        | Hautes-Pyrénées         | Occitanie                  | inscrit    | « PA00095356 », notice no PA00095356 | 42° 53′ 19″ nord, 0° 20′ 55″ est   |       |
| Église Saint-Laurent de Jézeau                             | Jézeau                        | Hautes-Pyrénées         | Occitanie                  | classé     | « PA00095381 », notice no PA00095381 | 42° 54′ 05″ nord, 0° 22′ 51″ est   |       |
| Tumulus T1 et T2 de Lannemezan                             | Lannemezan                    | Hautes-Pyrénées         | Occitanie                  | inscrit    | « PA00095388 », notice no PA00095388 | 43° 06′ 26″ nord, 0° 25′ 00″ est   |       |
| Château d'Asnières                                         | Asnières-sur-Seine            | Hauts-de-Seine          | Île-de-France              | classé     | « PA00088062 », notice no PA00088062 | 48° 54′ 37″ nord, 2° 17′ 37″ est   |       |
| Église Saint-Pierre-Saint-Paul                             | Courbevoie                    | Hauts-de-Seine          | Île-de-France              | inscrit    | « PA00088102 », notice no PA00088102 | 48° 53′ 48″ nord, 2° 15′ 26″ est   |       |
| Église Saint-Vincent de Savignac                           | Cazouls-lès-Béziers           | Hérault                 | Occitanie                  | classé     | « PA00103423 », notice no PA00103423 | 43° 24′ 57″ nord, 3° 07′ 26″ est   |       |
| Chapelle de Saint-Salvy                                    | Cesseras                      | Hérault                 | Occitanie                  | classé     | « PA00103429 », notice no PA00103429 | 43° 19′ 21″ nord, 2° 43′ 18″ est   |       |
| Église Saint-Michel de Guzargues                           | Guzargues                     | Hérault                 | Occitanie                  | inscrit    | « PA00103464 », notice no PA00103464 | 43° 43′ 19″ nord, 3° 55′ 27″ est   |       |
| Villa gallo-romaine de Lespignan                           | Lespignan                     | Hérault                 | Occitanie                  | classé     | « PA00103476 », notice no PA00103476 | 43° 15′ 24″ nord, 3° 10′ 19″ est   |       |
| Château de Lézignan-la-Cèbe                                | Lézignan-la-Cèbe              | Hérault                 | Occitanie                  | inscrit    | « PA00103477 », notice no PA00103477 | 43° 29′ 36″ nord, 3° 26′ 20″ est   |       |
| Hôtel de Lunas                                             | Montpellier                   | Hérault                 | Occitanie                  | classé     | « PA00103573 », notice no PA00103573 | 43° 36′ 37″ nord, 3° 52′ 22″ est   |       |
| Oppidum du Castellas (Oppidum d'Altimurium)                | Murviel-lès-Montpellier       | Hérault                 | Occitanie                  | inscrit    | « PA00103613 », notice no PA00103613 | 43° 36′ 33″ nord, 3° 44′ 05″ est   |       |
| Peiro escrito                                              | Olargues                      | Hérault                 | Occitanie                  | classé     | « PA00103625 », notice no PA00103625 | 43° 31′ 44″ nord, 2° 54′ 36″ est   |       |
| Alignement de menhirs de Bringuerault                      | Hédé-Bazouges                 | Ille-et-Vilaine         | Bretagne                   | inscrit    | « PA00090506 », notice no PA00090506 | 48° 17′ 52″ nord, 1° 45′ 39″ ouest |       |
| Église Saint-Pierre                                        | Mont-Dol                      | Ille-et-Vilaine         | Bretagne                   | inscrit    | « PA00090636 », notice no PA00090636 | 48° 34′ 11″ nord, 1° 46′ 03″ ouest |       |
| Vieux pont sur la Flume                                    | Pacé                          | Ille-et-Vilaine         | Bretagne                   | inscrit    | « PA00090650 », notice no PA00090650 | 48° 08′ 57″ nord, 1° 47′ 19″ ouest |       |
| Caserne du Bon Pasteur                                     | Rennes                        | Ille-et-Vilaine         | Bretagne                   | inscrit    | « PA00090674 », notice no PA00090674 | 48° 06′ 47″ nord, 1° 40′ 27″ ouest |       |
| Manoir de la Roche                                         | Saint-Didier                  | Ille-et-Vilaine         | Bretagne                   | inscrit    | « PA00090776 », notice no PA00090776 | 48° 06′ 12″ nord, 1° 20′ 39″ ouest |       |
| Église de Saint-Michel-en-Brenne                           | Saint-Michel-en-Brenne        | Indre                   | Centre-Val de Loire        | inscrit    | « PA00097462 », notice no PA00097462 | 46° 48′ 30″ nord, 1° 09′ 51″ est   |       |
| Château de Baschet                                         | Assay                         | Indre-et-Loire          | Centre-Val de Loire        | inscrit    | « PA00097532 », notice no PA00097532 | 47° 03′ 45″ nord, 0° 16′ 11″ est   |       |
| Château Vieux de Candes                                    | Candes-Saint-Martin           | Indre-et-Loire          | Centre-Val de Loire        | inscrit    | « PA00097607 », notice no PA00097607 | 47° 12′ 39″ nord, 0° 04′ 23″ est   |       |
| Chapelle du Genêt                                          | La Celle-Guenand              | Indre-et-Loire          | Centre-Val de Loire        | inscrit    | « PA00097616 », notice no PA00097616 | 46° 56′ 31″ nord, 0° 52′ 55″ est   |       |
| Église Saint-Avant de La Celle-Saint-Avant                 | La Celle-Saint-Avant          | Indre-et-Loire          | Centre-Val de Loire        | inscrit    | « PA00097619 », notice no PA00097619 | 47° 01′ 19″ nord, 0° 36′ 16″ est   |       |
| Église Saint-Martin de Céré-la-Ronde                       | Céré-la-Ronde                 | Indre-et-Loire          | Centre-Val de Loire        | classé     | « PA00097621 », notice no PA00097621 | 47° 15′ 36″ nord, 1° 11′ 30″ est   |       |
| Château de Rouvray                                         | Chambon                       | Indre-et-Loire          | Centre-Val de Loire        | inscrit    | « PA00097623 », notice no PA00097623 | 46° 49′ 32″ nord, 0° 49′ 32″ est   |       |
| Château de la Gaillardière                                 | La Croix-en-Touraine          | Indre-et-Loire          | Centre-Val de Loire        | inscrit    | « PA00097728 », notice no PA00097728 | 47° 20′ 30″ nord, 0° 58′ 43″ est   |       |
| Manoir du Thouadé                                          | Fondettes                     | Indre-et-Loire          | Centre-Val de Loire        | inscrit    | « PA00097759 », notice no PA00097759 | 47° 23′ 32″ nord, 0° 38′ 05″ est   |       |
| Église Saint-Perpet de Neuil                               | Neuil                         | Indre-et-Loire          | Centre-Val de Loire        | inscrit    | « PA00097888 », notice no PA00097888 | 47° 10′ 18″ nord, 0° 30′ 50″ est   |       |
| Église Saint-Pierre de Neuillé-Pont-Pierre                 | Neuillé-Pont-Pierre           | Indre-et-Loire          | Centre-Val de Loire        | inscrit    | « PA00097890 », notice no PA00097890 | 47° 32′ 51″ nord, 0° 32′ 47″ est   |       |
| Manoir du Rouvre                                           | Neuvy-le-Roi                  | Indre-et-Loire          | Centre-Val de Loire        | inscrit    | « PA00097893 », notice no PA00097893 | 47° 34′ 47″ nord, 0° 33′ 24″ est   |       |
| Abbaye de Noyers                                           | Nouâtre                       | Indre-et-Loire          | Centre-Val de Loire        | inscrit    | « PA00097899 », notice no PA00097899 | 47° 02′ 06″ nord, 0° 32′ 43″ est   |       |
| Église Saint-Jean de Noyers                                | Nouâtre                       | Indre-et-Loire          | Centre-Val de Loire        | inscrit    | « PA00097900 », notice no PA00097900 | 47° 02′ 07″ nord, 0° 32′ 55″ est   |       |
| Château du Lion (église St Mélaine, poterne)               | Preuilly-sur-Claise           | Indre-et-Loire          | Centre-Val de Loire        | inscrit    | « PA00097923 », notice no PA00097923 | 46° 51′ 21″ nord, 0° 55′ 52″ est   |       |
| Manoir de la Plâterie                                      | Restigné                      | Indre-et-Loire          | Centre-Val de Loire        | inscrit    | « PA00097939 », notice no PA00097939 | 47° 17′ 04″ nord, 0° 13′ 56″ est   |       |
| Château de la Chevrière                                    | Saché                         | Indre-et-Loire          | Centre-Val de Loire        | inscrit    | « PA00098052 », notice no PA00098052 | 47° 15′ 40″ nord, 0° 33′ 01″ est   |       |
| Maison à pans de bois                                      | Saché                         | Indre-et-Loire          | Centre-Val de Loire        | inscrit    | « PA00098054 », notice no PA00098054 | 47° 14′ 47″ nord, 0° 32′ 36″ est   |       |
| Château des Roches                                         | Saint-Quentin-sur-Indrois     | Indre-et-Loire          | Centre-Val de Loire        | inscrit    | « PA00098099 », notice no PA00098099 | 47° 12′ 11″ nord, 1° 01′ 52″ est   |       |
| Château de Frau                                            | Thizay                        | Indre-et-Loire          | Centre-Val de Loire        | inscrit    | « PA00098127 », notice no PA00098127 | 47° 09′ 48″ nord, 0° 09′ 07″ est   |       |
| Fontaine d'Arinthod                                        | Arinthod                      | Jura                    | Bourgogne-Franche-Comté    | classé     | « PA00101807 », notice no PA00101807 | 46° 23′ 36″ nord, 5° 33′ 58″ est   |       |
| Hôtel de Champagney, dit Palais Granvelle                  | Dole                          | Jura                    | Bourgogne-Franche-Comté    | inscrit    | « PA00101849 », notice no PA00101849 | 47° 05′ 29″ nord, 5° 29′ 39″ est   |       |
| Pavillon de l'Arquebuse                                    | Dole                          | Jura                    | Bourgogne-Franche-Comté    | inscrit    | « PA00101872 », notice no PA00101872 | 47° 05′ 33″ nord, 5° 30′ 01″ est   |       |
| Croix de cimetière de Lombard                              | Lombard                       | Jura                    | Bourgogne-Franche-Comté    | classé     | « PA00101888 », notice no PA00101888 | 46° 46′ 57″ nord, 5° 30′ 36″ est   |       |
| Château de Mutigney                                        | Mutigney                      | Jura                    | Bourgogne-Franche-Comté    | inscrit    | « PA00101966 », notice no PA00101966 | 47° 16′ 41″ nord, 5° 32′ 44″ est   |       |
| Croix de l'ancien cimetière de Rans                        | Rans                          | Jura                    | Bourgogne-Franche-Comté    | inscrit    | « PA00102007 », notice no PA00102007 | 47° 08′ 39″ nord, 5° 43′ 36″ est   |       |
| Église de la Conversion-de-Saint-Paul de Villevieux        | Villevieux                    | Jura                    | Bourgogne-Franche-Comté    | inscrit    | « PA00102054 », notice no PA00102054 | 46° 44′ 12″ nord, 5° 27′ 52″ est   |       |
| Abbaye d'Acey                                              | Vitreux                       | Jura                    | Bourgogne-Franche-Comté    | classé     | « PA00102056 », notice no PA00102056 | 47° 15′ 42″ nord, 5° 39′ 25″ est   |       |
| Tertres funéraires d'Arboucave                             | Arboucave                     | Landes                  | Nouvelle-Aquitaine         | classé     | « PA00083922 », notice no PA00083922 | 43° 35′ 42″ nord, 0° 26′ 20″ ouest |       |
| Couvent des Jacobins                                       | Saint-Sever                   | Landes                  | Nouvelle-Aquitaine         | classé     | « PA00084012 », notice no PA00084012 | 43° 45′ 30″ nord, 0° 34′ 17″ ouest |       |
| Château de Matval                                          | Bonneveau                     | Loir-et-Cher            | Centre-Val de Loire        | inscrit    | « PA00098394 », notice no PA00098394 | 47° 48′ 49″ nord, 0° 44′ 50″ est   |       |
| Église Saint-Germain de Bourré                             | Montrichard Val de Cher       | Loir-et-Cher            | Centre-Val de Loire        | inscrit    | « PA00098396 », notice no PA00098396 | 47° 20′ 46″ nord, 1° 13′ 11″ est   |       |
| Manoir des Roches                                          | Montrichard Val de Cher       | Loir-et-Cher            | Centre-Val de Loire        | inscrit    | « PA00098397 », notice no PA00098397 | 47° 21′ 03″ nord, 1° 13′ 31″ est   |       |
| Manoir du Vivier                                           | Cour-Cheverny                 | Loir-et-Cher            | Centre-Val de Loire        | inscrit    | « PA00098424 », notice no PA00098424 | 47° 31′ 50″ nord, 1° 25′ 46″ est   |       |
| Maison du XVe siècle                                       | Cour-sur-Loire                | Loir-et-Cher            | Centre-Val de Loire        | inscrit    | « PA00098427 », notice no PA00098427 | 47° 39′ 13″ nord, 1° 25′ 56″ est   |       |
| Église Saint-Loup-Saint-Gilles de La Fontenelle            | La Fontenelle                 | Loir-et-Cher            | Centre-Val de Loire        | inscrit    | « PA00098443 », notice no PA00098443 | 48° 03′ 40″ nord, 1° 01′ 29″ est   |       |
| Château de la Morinière                                    | Mur-de-Sologne                | Loir-et-Cher            | Centre-Val de Loire        | inscrit    | « PA00098523 », notice no PA00098523 | 47° 26′ 13″ nord, 1° 34′ 57″ est   |       |
| Château de Renay                                           | Renay                         | Loir-et-Cher            | Centre-Val de Loire        | inscrit    | « PA00098548 », notice no PA00098548 | 47° 50′ 30″ nord, 1° 09′ 57″ est   |       |
| Église Saint-Almire des Roches-l'Évêque                    | Les Roches-l'Évêque           | Loir-et-Cher            | Centre-Val de Loire        | inscrit    | « PA00098551 », notice no PA00098551 | 47° 46′ 33″ nord, 0° 53′ 27″ est   |       |
| Hôtel-Dieu Mansart                                         | Saint-Aignan                  | Loir-et-Cher            | Centre-Val de Loire        | inscrit    | « PA00098565 », notice no PA00098565 | 47° 16′ 05″ nord, 1° 22′ 44″ est   |       |
| Église Saint-Martin de Seigy                               | Seigy                         | Loir-et-Cher            | Centre-Val de Loire        | classé     | « PA00098594 », notice no PA00098594 | 47° 15′ 14″ nord, 1° 23′ 49″ est   |       |
| Château des comtes de Forez                                | Cleppé                        | Loire                   | Auvergne-Rhône-Alpes       | inscrit    | « PA00117470 », notice no PA00117470 | 45° 46′ 13″ nord, 4° 10′ 53″ est   |       |
| Abbaye Saint-Martin                                        | Vertou                        | Loire-Atlantique        | Pays de la Loire           | inscrit    | « PA00108840 », notice no PA00108840 | 47° 10′ 05″ nord, 1° 28′ 23″ ouest |       |
| Petit château d'Autry-le-Châtel                            | Autry-le-Châtel               | Loiret                  | Centre-Val de Loire        | inscrit    | « PA00098682 », notice no PA00098682 | 47° 35′ 42″ nord, 2° 36′ 01″ est   |       |
| Halle de Ladon                                             | Ladon                         | Loiret                  | Centre-Val de Loire        | inscrit    | « PA00098802 », notice no PA00098802 | 48° 00′ 11″ nord, 2° 32′ 12″ est   |       |
| Église Saint-Symphorien de Neuville-aux-Bois               | Neuville-aux-Bois             | Loiret                  | Centre-Val de Loire        | inscrit    | « PA00098830 », notice no PA00098830 | 48° 04′ 06″ nord, 2° 03′ 13″ est   |       |
| Château de Cormes                                          | Saint-Cyr-en-Val              | Loiret                  | Centre-Val de Loire        | inscrit    | « PA00099003 », notice no PA00099003 | 47° 48′ 16″ nord, 1° 56′ 15″ est   |       |
| Donjon de la Motte                                         | Saint-Gondon                  | Loiret                  | Centre-Val de Loire        | inscrit    | « PA00099007 », notice no PA00099007 | 47° 41′ 59″ nord, 2° 32′ 29″ est   |       |
| Église Saint-Pierre de Treilles-en-Gâtinais                | Treilles-en-Gâtinais          | Loiret                  | Centre-Val de Loire        | inscrit    | « PA00099034 », notice no PA00099034 | 48° 04′ 34″ nord, 2° 39′ 42″ est   |       |
| Hôtel de ville de Castelnau-Montratier                     | Castelnau-Montratier          | Lot                     | Occitanie                  | inscrit    | « PA00095051 », notice no PA00095051 | 44° 16′ 03″ nord, 1° 21′ 10″ est   |       |
| Église Saint-Perdufle de la Masse                          | Les Junies                    | Lot                     | Occitanie                  | inscrit    | « PA00095115 », notice no PA00095115 | 44° 31′ 35″ nord, 1° 13′ 58″ est   |       |
| Église Saint-Jean-Baptiste de Loubressac                   | Loubressac                    | Lot                     | Occitanie                  | inscrit    | « PA00095147 », notice no PA00095147 | 44° 52′ 19″ nord, 1° 48′ 20″ est   |       |
| Dolmen sous tumulus                                        | Rocamadour                    | Lot                     | Occitanie                  | classé     | « PA00095197 », notice no PA00095197 | 44° 47′ 12″ nord, 1° 36′ 48″ est   |       |
| Maison à cariatides de Lauzun                              | Lauzun                        | Lot-et-Garonne          | Nouvelle-Aquitaine         | inscrit    | « PA00084154 », notice no PA00084154 | 44° 37′ 47″ nord, 0° 27′ 35″ est   |       |
| Château de Lamothe                                         | Villeneuve-sur-Lot            | Lot-et-Garonne          | Nouvelle-Aquitaine         | inscrit    | « PA00084268 », notice no PA00084268 | 44° 25′ 08″ nord, 0° 41′ 39″ est   |       |
| Château de Montjézieu                                      | La Canourgue                  | Lozère                  | Occitanie                  | inscrit    | « PA00103804 », notice no PA00103804 | 44° 28′ 55″ nord, 3° 12′ 23″ est   |       |
| Manoir de la Grand'Maison                                  | Longué-Jumelles               | Maine-et-Loire          | Pays de la Loire           | inscrit    | « PA00109156 », notice no PA00109156 | 47° 22′ 32″ nord, 0° 07′ 28″ ouest |       |
| Église Saint-Pontien de Marigné                            | Les Hauts-d'Anjou             | Maine-et-Loire          | Pays de la Loire           | inscrit    | « PA00109170 », notice no PA00109170 | 47° 43′ 22″ nord, 0° 37′ 04″ ouest |       |
| Église Notre-Dame                                          | Gennes-Val-de-Loire           | Maine-et-Loire          | Pays de la Loire           | classé     | « PA00109245 », notice no PA00109245 | 47° 21′ 02″ nord, 0° 13′ 31″ ouest |       |
| Château de la Haute-Guerche                                | Val-du-Layon                  | Maine-et-Loire          | Pays de la Loire           | inscrit    | « PA00109251 », notice no PA00109251 | 47° 19′ 43″ nord, 0° 39′ 58″ ouest |       |
| Maison de L'Ecce Homo                                      | Loire-Authion                 | Maine-et-Loire          | Pays de la Loire           | inscrit    | « PA00109282 », notice no PA00109282 | 47° 24′ 29″ nord, 0° 18′ 34″ ouest |       |
| École de cavalerie                                         | Saumur                        | Maine-et-Loire          | Pays de la Loire           | inscrit    | « PA00109304 », notice no PA00109304 | 47° 15′ 39″ nord, 0° 05′ 09″ ouest |       |
| Manoir de Fourneux                                         | Saumur                        | Maine-et-Loire          | Pays de la Loire           | inscrit    | « PA00109340 », notice no PA00109340 | 47° 13′ 37″ nord, 0° 01′ 52″ ouest |       |
| Église Sainte-Colombe                                      | La Hague                      | Manche                  | Normandie                  | inscrit    | « PA00110424 », notice no PA00110424 | 49° 40′ 30″ nord, 1° 48′ 02″ ouest |       |
| Église Saint-Jean-Baptiste                                 | La Hague                      | Manche                  | Normandie                  | classé     | « PA00110529 », notice no PA00110529 | 49° 42′ 09″ nord, 1° 50′ 41″ ouest |       |
| Église Notre-Dame                                          | Orglandes                     | Manche                  | Normandie                  | inscrit    | « PA00110530 », notice no PA00110530 | 49° 25′ 19″ nord, 1° 27′ 00″ ouest |       |
| Église Saint-Vigor                                         | Quettehou                     | Manche                  | Normandie                  | classé     | « PA00110552 », notice no PA00110552 | 49° 35′ 32″ nord, 1° 18′ 37″ ouest |       |
| Église Saint-Aubin                                         | Saint-Aubin-des-Préaux        | Manche                  | Normandie                  | inscrit    | « PA00110563 », notice no PA00110563 | 48° 48′ 16″ nord, 1° 30′ 28″ ouest |       |
| Église Notre-Dame-de-l'Assomption                          | Sortosville                   | Manche                  | Normandie                  | inscrit    | « PA00110613 », notice no PA00110613 | 49° 28′ 49″ nord, 1° 26′ 00″ ouest |       |
| Abbaye de Nesle-la-Reposte                                 | Nesle-la-Reposte              | Marne                   | Grand Est                  | inscrit    | « PA00078749 », notice no PA00078749 | 48° 37′ 47″ nord, 3° 33′ 26″ est   |       |
| Musée des beaux-arts                                       | Reims                         | Marne                   | Grand Est                  | inscrit    | « PA00078772 », notice no PA00078772 | 49° 15′ 12″ nord, 4° 01′ 51″ est   |       |
| Menhir de Montcorbeau                                      | Couesmes-Vaucé                | Mayenne                 | Pays de la Loire           | classé     | « PA00109492 », notice no PA00109492 | 48° 27′ 23″ nord, 0° 42′ 52″ ouest |       |
| Château de Craon                                           | Craon                         | Mayenne                 | Pays de la Loire           | classé     | « PA00109493 », notice no PA00109493 | 47° 51′ 09″ nord, 0° 57′ 01″ ouest |       |
| Allée couverte du Prieuré                                  | Baud                          | Morbihan                | Bretagne                   | classé     | « PA00091015 », notice no PA00091015 | 47° 50′ 54″ nord, 3° 02′ 28″ ouest |       |
| Chapelle Saint-Étienne                                     | Guer                          | Morbihan                | Bretagne                   | classé     | « PA00091244 », notice no PA00091244 | 47° 54′ 18″ nord, 2° 10′ 17″ ouest |       |
| Église Sainte-Anne                                         | Le Guerno                     | Morbihan                | Bretagne                   | classé     | « PA00091255 », notice no PA00091255 | 47° 34′ 58″ nord, 2° 24′ 27″ ouest |       |
| Château de Callac                                          | Plumelec                      | Morbihan                | Bretagne                   | classé     | « PA00091538 », notice no PA00091538 | 47° 48′ 54″ nord, 2° 34′ 02″ ouest |       |
| Camp protohistorique du Castel-Finans                      | Saint-Aignan                  | Morbihan                | Bretagne                   | classé     | « PA00091653 », notice no PA00091653 | 48° 11′ 40″ nord, 3° 01′ 23″ ouest |       |
| Enceinte médiévale de Metz                                 | Metz                          | Moselle                 | Grand Est                  | inscrit    | « PA00106837 », notice no PA00106837 | 49° 07′ 16″ nord, 6° 11′ 07″ est   |       |
| Haut-fourneau de Bourgneuf                                 | Beaumont-la-Ferrière          | Nièvre                  | Bourgogne-Franche-Comté    | inscrit    | « PA00112806 », notice no PA00112806 | 47° 11′ 21″ nord, 3° 14′ 12″ est   |       |
| Église Saint-Jacques de Cessy-les-Bois                     | Cessy-les-Bois                | Nièvre                  | Bourgogne-Franche-Comté    | inscrit    | « PA00112818 », notice no PA00112818 | 47° 20′ 11″ nord, 3° 12′ 21″ est   |       |
| Passage du prieur de la Magdelaine                         | La Charité-sur-Loire          | Nièvre                  | Bourgogne-Franche-Comté    | inscrit    | « PA00112837 », notice no PA00112837 | 47° 10′ 38″ nord, 3° 01′ 03″ est   |       |
| Maison                                                     | La Charité-sur-Loire          | Nièvre                  | Bourgogne-Franche-Comté    | inscrit    | « PA00112839 », notice no PA00112839 | 47° 10′ 39″ nord, 3° 00′ 55″ est   |       |
| Église Saint-Pierre de La Charité-sur-Loire                | La Charité-sur-Loire          | Nièvre                  | Bourgogne-Franche-Comté    | inscrit    | « PA00112828 », notice no PA00112828 | 47° 10′ 39″ nord, 3° 01′ 02″ est   |       |
| Château prioral de La Charité-sur-Loire                    | La Charité-sur-Loire          | Nièvre                  | Bourgogne-Franche-Comté    | inscrit    | « PA00112824 », notice no PA00112824 | 47° 10′ 40″ nord, 3° 00′ 59″ est   |       |
| Immeuble                                                   | La Charité-sur-Loire          | Nièvre                  | Bourgogne-Franche-Comté    | inscrit    | « PA00112834 », notice no PA00112834 | 47° 10′ 36″ nord, 3° 00′ 57″ est   |       |
| Chartreuse de Bellary                                      | Châteauneuf-Val-de-Bargis     | Nièvre                  | Bourgogne-Franche-Comté    | inscrit    | « PA00112843 », notice no PA00112843 | 47° 17′ 36″ nord, 3° 08′ 43″ est   |       |
| Église Saint-Aignan de Colméry                             | Colméry                       | Nièvre                  | Bourgogne-Franche-Comté    | inscrit    | « PA00112860 », notice no PA00112860 | 47° 20′ 49″ nord, 3° 15′ 03″ est   |       |
| Fortifications de Cosne-Cours-sur-Loire                    | Cosne-Cours-sur-Loire         | Nièvre                  | Bourgogne-Franche-Comté    | inscrit    | « PA00112868 », notice no PA00112868 | 47° 24′ 44″ nord, 2° 55′ 28″ est   |       |
| Église Saint-Martin de Cuncy-lès-Varzy                     | Cuncy-lès-Varzy               | Nièvre                  | Bourgogne-Franche-Comté    | inscrit    | « PA00112870 », notice no PA00112870 | 47° 22′ 19″ nord, 3° 27′ 14″ est   |       |
| Maison à pans de bois                                      | Donzy                         | Nièvre                  | Bourgogne-Franche-Comté    | inscrit    | « PA00112882 », notice no PA00112882 | 47° 22′ 12″ nord, 3° 07′ 35″ est   |       |
| Église Saint-Martin de Dornecy                             | Dornecy                       | Nièvre                  | Bourgogne-Franche-Comté    | inscrit    | « PA00112884 », notice no PA00112884 | 47° 26′ 11″ nord, 3° 35′ 13″ est   |       |
| Église Saint-Julien de Fleury-sur-Loire                    | Fleury-sur-Loire              | Nièvre                  | Bourgogne-Franche-Comté    | inscrit    | « PA00112892 », notice no PA00112892 | 46° 50′ 10″ nord, 3° 19′ 12″ est   |       |
| Église Saint-Aignan de Luthenay-Uxeloup                    | Luthenay-Uxeloup              | Nièvre                  | Bourgogne-Franche-Comté    | inscrit    | « PA00112910 », notice no PA00112910 | 46° 51′ 01″ nord, 3° 15′ 57″ est   |       |
| Église Saint-Pierre de Nolay                               | Nolay                         | Nièvre                  | Bourgogne-Franche-Comté    | inscrit    | « PA00112977 », notice no PA00112977 | 47° 07′ 10″ nord, 3° 19′ 34″ est   |       |
| Église Saint-Gervais-et-Saint-Protais d'Ouagne             | Ouagne                        | Nièvre                  | Bourgogne-Franche-Comté    | inscrit    | « PA00112978 », notice no PA00112978 | 47° 23′ 50″ nord, 3° 29′ 41″ est   |       |
| Église Saint-Vincent de Pougny                             | Pougny                        | Nièvre                  | Bourgogne-Franche-Comté    | inscrit    | « PA00112988 », notice no PA00112988 | 47° 23′ 03″ nord, 3° 00′ 09″ est   |       |
| Chapelle du cimetière de Pouilly-sur-Loire                 | Pouilly-sur-Loire             | Nièvre                  | Bourgogne-Franche-Comté    | inscrit    | « PA00112989 », notice no PA00112989 | 47° 17′ 13″ nord, 2° 57′ 18″ est   |       |
| Église Saint-Pierre de Pouilly-sur-Loire                   | Pouilly-sur-Loire             | Nièvre                  | Bourgogne-Franche-Comté    | inscrit    | « PA00112990 », notice no PA00112990 | 47° 17′ 01″ nord, 2° 57′ 16″ est   |       |
| Croix du Pape                                              | Tronsanges                    | Nièvre                  | Bourgogne-Franche-Comté    | inscrit    | « PA00113035 », notice no PA00113035 | 47° 06′ 47″ nord, 3° 03′ 48″ est   |       |
| Château du Vieux Moulin                                    | Vielmanay                     | Nièvre                  | Bourgogne-Franche-Comté    | inscrit    | « PA00113050 », notice no PA00113050 | 47° 15′ 59″ nord, 3° 05′ 37″ est   |       |
| Ferme de Cambron                                           | Bermeries                     | Nord                    | Hauts-de-France            | inscrit    | « PA00107376 », notice no PA00107376 | 50° 17′ 21″ nord, 3° 44′ 53″ est   |       |
| Maison                                                     | Douai                         | Nord                    | Hauts-de-France            | inscrit    | « PA00107476 », notice no PA00107476 | 50° 22′ 08″ nord, 3° 04′ 39″ est   |       |
| Maison                                                     | Douai                         | Nord                    | Hauts-de-France            | inscrit    | « PA00107477 », notice no PA00107477 | 50° 22′ 08″ nord, 3° 04′ 39″ est   |       |
| Maison                                                     | Douai                         | Nord                    | Hauts-de-France            | inscrit    | « PA00107479 », notice no PA00107479 | 50° 22′ 08″ nord, 3° 04′ 39″ est   |       |
| Maison                                                     | Douai                         | Nord                    | Hauts-de-France            | inscrit    | « PA00107475 », notice no PA00107475 | 50° 22′ 08″ nord, 3° 04′ 39″ est   |       |
| Maison                                                     | Douai                         | Nord                    | Hauts-de-France            | inscrit    | « PA00107469 », notice no PA00107469 | 50° 22′ 08″ nord, 3° 04′ 39″ est   |       |
| Maison                                                     | Douai                         | Nord                    | Hauts-de-France            | inscrit    | « PA00107474 », notice no PA00107474 | 50° 22′ 08″ nord, 3° 04′ 39″ est   |       |
| Maison                                                     | Douai                         | Nord                    | Hauts-de-France            | inscrit    | « PA00107470 », notice no PA00107470 | 50° 22′ 08″ nord, 3° 04′ 39″ est   |       |
| Maison                                                     | Douai                         | Nord                    | Hauts-de-France            | inscrit    | « PA00107478 », notice no PA00107478 | 50° 22′ 08″ nord, 3° 04′ 39″ est   |       |
| Maison                                                     | Douai                         | Nord                    | Hauts-de-France            | inscrit    | « PA00107472 », notice no PA00107472 | 50° 22′ 08″ nord, 3° 04′ 39″ est   |       |
| Château d'Esnes                                            | Esnes                         | Nord                    | Hauts-de-France            | classé     | « PA00107516 », notice no PA00107516 | 50° 06′ 05″ nord, 3° 18′ 46″ est   |       |
| Collégiale Saint-Pierre                                    | Lille                         | Nord                    | Hauts-de-France            | classé     | « PA00107574 », notice no PA00107574 | 50° 38′ 31″ nord, 3° 03′ 44″ est   |       |
| Hôtel Bidé de la Grandville                                | Lille                         | Nord                    | Hauts-de-France            | classé     | « PA00107594 », notice no PA00107594 | 50° 38′ 38″ nord, 3° 03′ 55″ est   |       |
| Église Notre-Dame-de-la-Nativité de Blaincourt-lès-Précy   | Blaincourt-lès-Précy          | Oise                    | Hauts-de-France            | inscrit    | « PA00114531 », notice no PA00114531 | 49° 13′ 24″ nord, 2° 21′ 27″ est   |       |
| Église Saint-Jean-Baptiste de Montépilloy                  | Montépilloy                   | Oise                    | Hauts-de-France            | inscrit    | « PA00114754 », notice no PA00114754 | 49° 12′ 32″ nord, 2° 41′ 56″ est   |       |
| Manoir de Huleux                                           | Néry                          | Oise                    | Hauts-de-France            | classé     | « PA00114772 », notice no PA00114772 | 49° 15′ 34″ nord, 2° 45′ 22″ est   |       |
| Remparts                                                   | Alençon                       | Orne                    | Normandie                  | inscrit    | « PA00110711 », notice no PA00110711 | 48° 25′ 42″ nord, 0° 05′ 18″ est   |       |
| Château d'Aunay-les-Bois                                   | Aunay-les-Bois                | Orne                    | Normandie                  | inscrit    | « PA00110733 », notice no PA00110733 | 48° 32′ 36″ nord, 0° 16′ 42″ est   |       |
| Chapelle Saint-Santin de Bellême                           | Bellême                       | Orne                    | Normandie                  | inscrit    | « PA00110740 », notice no PA00110740 | 48° 22′ 28″ nord, 0° 33′ 35″ est   |       |
| Église Saint-Gilles de Fougy                               | Le Bourg-Saint-Léonard        | Orne                    | Normandie                  | inscrit    | « PA00110753 », notice no PA00110753 | 48° 46′ 36″ nord, 0° 06′ 09″ est   |       |
| Église Notre-Dame de Marcilly                              | Igé                           | Orne                    | Normandie                  | inscrit    | « PA00110824 », notice no PA00110824 | 48° 17′ 38″ nord, 0° 32′ 33″ est   |       |
| Hôtel des Tailles                                          | Mortagne-au-Perche            | Orne                    | Normandie                  | inscrit    | « PA00110864 », notice no PA00110864 | 48° 31′ 22″ nord, 0° 32′ 42″ est   |       |
| Immeuble du Cercle de la Librairie                         | 6e arrondissement de Paris    | Paris                   | Île-de-France              | inscrit    | « PA00088625 », notice no PA00088625 | 48° 51′ 09″ nord, 2° 20′ 16″ est   |       |
| Château de Varlemont                                       | Barly                         | Pas-de-Calais           | Hauts-de-France            | classé     | « PA00108192 », notice no PA00108192 | 50° 14′ 59″ nord, 2° 33′ 04″ est   |       |
| Pierre Piquée                                              | Aubière                       | Puy-de-Dôme             | Auvergne-Rhône-Alpes       | inscrit    | « PA00091873 », notice no PA00091873 | 45° 45′ 24″ nord, 3° 07′ 48″ est   |       |
| Église Notre-Dame de l'Assomption de Marsat                | Marsat                        | Puy-de-Dôme             | Auvergne-Rhône-Alpes       | inscrit    | « PA00092177 », notice no PA00092177 | 45° 52′ 35″ nord, 3° 05′ 00″ est   |       |
| Pont du Diable                                             | Olliergues                    | Puy-de-Dôme             | Auvergne-Rhône-Alpes       | inscrit    | « PA00092226 », notice no PA00092226 | 45° 41′ 37″ nord, 3° 35′ 20″ est   |       |
| Église Saint-Quintien de Picherande                        | Picherande                    | Puy-de-Dôme             | Auvergne-Rhône-Alpes       | inscrit    | « PA00092238 », notice no PA00092238 | 45° 27′ 50″ nord, 2° 46′ 10″ est   |       |
| Fontaine des Lions                                         | Riom                          | Puy-de-Dôme             | Auvergne-Rhône-Alpes       | inscrit    | « PA00092274 », notice no PA00092274 | 45° 53′ 41″ nord, 3° 06′ 49″ est   |       |
| Chapelle Notre-Dame du Bois                                | Sauxillanges                  | Puy-de-Dôme             | Auvergne-Rhône-Alpes       | inscrit    | « PA00092415 », notice no PA00092415 | 45° 33′ 04″ nord, 3° 22′ 24″ est   |       |
| Pont du Diable                                             | Tours-sur-Meymont             | Puy-de-Dôme             | Auvergne-Rhône-Alpes       | inscrit    | « PA00092449 », notice no PA00092449 | 45° 41′ 37″ nord, 3° 35′ 20″ est   |       |
| Croix Harispe                                              | Béhorléguy                    | Pyrénées-Atlantiques    | Nouvelle-Aquitaine         | inscrit    | « PA00084350 », notice no PA00084350 | 43° 07′ 41″ nord, 1° 07′ 02″ ouest |       |
| Croix de cimetière d'Hosta                                 | Hosta                         | Pyrénées-Atlantiques    | Nouvelle-Aquitaine         | inscrit    | « PA00084399 », notice no PA00084399 | 43° 09′ 33″ nord, 1° 05′ 18″ ouest |       |
| Croix navarraise de Mendive                                | Mendive                       | Pyrénées-Atlantiques    | Nouvelle-Aquitaine         | inscrit    | « PA00084446 », notice no PA00084446 | 43° 07′ 58″ nord, 1° 07′ 52″ ouest |       |
| Croix de carrefour de Saint-Jean-le-Vieux                  | Saint-Jean-le-Vieux           | Pyrénées-Atlantiques    | Nouvelle-Aquitaine         | inscrit    | « PA00084502 », notice no PA00084502 | 43° 09′ 57″ nord, 1° 11′ 38″ ouest |       |
| Hôpital Saint-Gabriel                                      | Autun                         | Saône-et-Loire          | Bourgogne-Franche-Comté    | inscrit    | « PA00113079 », notice no PA00113079 | 46° 57′ 06″ nord, 4° 18′ 06″ est   |       |
| Hôtel d'Orsenne                                            | Autun                         | Saône-et-Loire          | Bourgogne-Franche-Comté    | inscrit    | « PA00113085 », notice no PA00113085 | 46° 57′ 03″ nord, 4° 17′ 59″ est   |       |
| Église de la Nativité-de-la-Vierge de Bissy-sur-Fley       | Bissy-sur-Fley                | Saône-et-Loire          | Bourgogne-Franche-Comté    | inscrit    | « PA00113118 », notice no PA00113118 | 46° 39′ 47″ nord, 4° 37′ 16″ est   |       |
| Église de la Conversion-de-Saint-Paul de Changy            | Changy                        | Saône-et-Loire          | Bourgogne-Franche-Comté    | inscrit    | « PA00113185 », notice no PA00113185 | 46° 24′ 51″ nord, 4° 14′ 10″ est   |       |
| Église Saint-Martin de Charmoy                             | Charmoy                       | Saône-et-Loire          | Bourgogne-Franche-Comté    | inscrit    | « PA00113196 », notice no PA00113196 | 46° 45′ 22″ nord, 4° 20′ 05″ est   |       |
| Château d'Audour                                           | Dompierre-les-Ormes           | Saône-et-Loire          | Bourgogne-Franche-Comté    | inscrit    | « PA00113270 », notice no PA00113270 | 46° 20′ 23″ nord, 4° 29′ 16″ est   |       |
| Chapelle de Saint-Quentin du Rousset                       | Le Rousset-Marizy             | Saône-et-Loire          | Bourgogne-Franche-Comté    | inscrit    | « PA00113406 », notice no PA00113406 | 46° 33′ 27″ nord, 4° 29′ 15″ est   |       |
| Église Saint-Christophe de Saint-Christophe-en-Bresse      | Saint-Christophe-en-Bresse    | Saône-et-Loire          | Bourgogne-Franche-Comté    | inscrit    | « PA00113424 », notice no PA00113424 | 46° 45′ 08″ nord, 4° 59′ 19″ est   |       |
| Église Saint-Maurice de Saint-Maurice-des-Champs           | Saint-Maurice-des-Champs      | Saône-et-Loire          | Bourgogne-Franche-Comté    | inscrit    | « PA00113449 », notice no PA00113449 | 46° 37′ 46″ nord, 4° 37′ 15″ est   |       |
| Château de Semur-en-Brionnais                              | Semur-en-Brionnais            | Saône-et-Loire          | Bourgogne-Franche-Comté    | inscrit    | « PA00113468 », notice no PA00113468 | 46° 15′ 46″ nord, 4° 05′ 17″ est   |       |
| Chapelle de Saint-Martin-la-Vallée                         | Semur-en-Brionnais            | Saône-et-Loire          | Bourgogne-Franche-Comté    | inscrit    | « PA00113470 », notice no PA00113470 | 46° 15′ 43″ nord, 4° 04′ 42″ est   |       |
| Église romane Saint-Jean-Baptiste de Toulon-sur-Arroux     | Toulon-sur-Arroux             | Saône-et-Loire          | Bourgogne-Franche-Comté    | classé     | « PA00113487 », notice no PA00113487 | 46° 41′ 38″ nord, 4° 08′ 18″ est   |       |
| Logis Graslin                                              | Montval-sur-Loir              | Sarthe                  | Pays de la Loire           | inscrit    | « PA00109709 », notice no PA00109709 | 47° 41′ 43″ nord, 0° 25′ 10″ est   |       |
| Chapelle Saint-Fraimbault de Saint-Georges-de-la-Couée     | Saint-Georges-de-la-Couée     | Sarthe                  | Pays de la Loire           | inscrit    | « PA00109938 », notice no PA00109938 | 47° 48′ 39″ nord, 0° 34′ 54″ est   |       |
| Église Notre-Dame-de-l'Assomption d'Aussois                | Aussois                       | Savoie                  | Auvergne-Rhône-Alpes       | inscrit    | « PA00118186 », notice no PA00118186 | 45° 13′ 39″ nord, 6° 44′ 31″ est   |       |
| Église Saint-Étienne de Hautecour                          | Hautecour                     | Savoie                  | Auvergne-Rhône-Alpes       | inscrit    | « PA00118260 », notice no PA00118260 | 45° 30′ 27″ nord, 6° 32′ 49″ est   |       |
| Château de Bourron                                         | Bourron-Marlotte              | Seine-et-Marne          | Île-de-France              | classé     | « PA00086827 », notice no PA00086827 | 48° 20′ 26″ nord, 2° 41′ 46″ est   |       |
| Église Saint-Georges de Chalautre-la-Grande                | Chalautre-la-Grande           | Seine-et-Marne          | Île-de-France              | inscrit    | « PA00086853 », notice no PA00086853 | 48° 32′ 30″ nord, 3° 27′ 37″ est   |       |
| Pierre Couvée                                              | Courtomer                     | Seine-et-Marne          | Île-de-France              | classé     | « PA00086913 », notice no PA00086913 | 48° 39′ 16″ nord, 2° 53′ 18″ est   |       |
| Église Saint-Martin de Sourdun                             | Sourdun                       | Seine-et-Marne          | Île-de-France              | classé     | « PA00087292 », notice no PA00087292 | 48° 32′ 12″ nord, 3° 20′ 56″ est   |       |
| Prieuré de Sourdun                                         | Sourdun                       | Seine-et-Marne          | Île-de-France              | classé     | « PA00087293 », notice no PA00087293 | 48° 32′ 13″ nord, 3° 20′ 58″ est   |       |
| Calvaire de Malleville-les-Grès                            | Malleville-les-Grès           | Seine-Maritime          | Normandie                  | inscrit    | « PA00100745 », notice no PA00100745 | 49° 49′ 53″ nord, 0° 36′ 28″ est   |       |
| Ancienne église Saint-Jacques-du-Mont-aux-Malades          | Mont-Saint-Aignan             | Seine-Maritime          | Normandie                  | inscrit    | « PA00100763 », notice no PA00100763 | 49° 28′ 16″ nord, 1° 05′ 04″ est   |       |
| Hôtel Levavasseur                                          | Rouen                         | Seine-Maritime          | Normandie                  | inscrit    | « PA00100862 », notice no PA00100862 | 49° 26′ 43″ nord, 1° 05′ 08″ est   |       |
| Maison au 1 rue Sainte Cécile                              | Albi                          | Tarn                    | Occitanie                  | inscrit    | « PA00095472 », notice no PA00095472 | 43° 55′ 41″ nord, 2° 08′ 39″ est   |       |
| Hôtel de ville                                             | Albi                          | Tarn                    | Occitanie                  | inscrit    | « PA00095461 », notice no PA00095461 | 43° 55′ 38″ nord, 2° 08′ 47″ est   |       |
| Hôtel de Fenasse                                           | Albi                          | Tarn                    | Occitanie                  | inscrit    | « PA00095468 », notice no PA00095468 | 43° 55′ 45″ nord, 2° 08′ 43″ est   |       |
| Maison                                                     | Albi                          | Tarn                    | Occitanie                  | inscrit    | « PA00095470 », notice no PA00095470 | 43° 55′ 49″ nord, 2° 08′ 42″ est   |       |
| Tour du Boutge                                             | Albi                          | Tarn                    | Occitanie                  | inscrit    | « PA00095482 », notice no PA00095482 | 43° 55′ 46″ nord, 2° 08′ 40″ est   |       |
| Croix d'Ambialet                                           | Ambialet                      | Tarn                    | Occitanie                  | inscrit    | « PA00095484 », notice no PA00095484 | 43° 56′ 41″ nord, 2° 22′ 40″ est   |       |
| Maison de la Courtade                                      | Gaillac                       | Tarn                    | Occitanie                  | inscrit    | « PA00095560 », notice no PA00095560 | 43° 53′ 55″ nord, 1° 53′ 43″ est   |       |
| Tour des Rondes                                            | Lavaur                        | Tarn                    | Occitanie                  | inscrit    | « PA00095587 », notice no PA00095587 | 43° 41′ 51″ nord, 1° 49′ 04″ est   |       |
| Maison Lagrasse                                            | Monestiés                     | Tarn                    | Occitanie                  | inscrit    | « PA00095606 », notice no PA00095606 | 44° 04′ 15″ nord, 2° 05′ 44″ est   |       |
| Château de Montus                                          | Saint-André                   | Tarn                    | Occitanie                  | inscrit    | « PA00095632 », notice no PA00095632 | 43° 55′ 57″ nord, 2° 27′ 44″ est   |       |
| Église de Saint-André                                      | Saint-André                   | Tarn                    | Occitanie                  | inscrit    | « PA00095633 », notice no PA00095633 | 43° 55′ 58″ nord, 2° 27′ 41″ est   |       |
| Chapelle Saint-Caprais de Bouloc                           | Bouloc-en-Quercy              | Tarn-et-Garonne         | Occitanie                  | inscrit    | « PA00095711 », notice no PA00095711 | 44° 18′ 08″ nord, 1° 08′ 27″ est   |       |
| Pigeonnier des Templiers                                   | Lacapelle-Livron              | Tarn-et-Garonne         | Occitanie                  | inscrit    | « PA00095761 », notice no PA00095761 | 44° 16′ 06″ nord, 1° 47′ 10″ est   |       |
| Chapelle Saint-Julien-de-la-Motte                          | Lacour                        | Tarn-et-Garonne         | Occitanie                  | inscrit    | « PA00095763 », notice no PA00095763 | 44° 16′ 13″ nord, 0° 58′ 17″ est   |       |
| Église Saint-Étienne de Castanède                          | Lacour                        | Tarn-et-Garonne         | Occitanie                  | inscrit    | « PA00095765 », notice no PA00095765 | 44° 17′ 02″ nord, 0° 59′ 29″ est   |       |
| Château d'Ardus                                            | Lamothe-Capdeville            | Tarn-et-Garonne         | Occitanie                  | classé     | « PA00095769 », notice no PA00095769 | 44° 04′ 30″ nord, 1° 22′ 20″ est   |       |
| Collège des Doctrinaires                                   | Moissac                       | Tarn-et-Garonne         | Occitanie                  | classé     | « PA00095786 », notice no PA00095786 | 44° 06′ 10″ nord, 1° 04′ 56″ est   |       |
| Temple des Carmes                                          | Montauban                     | Tarn-et-Garonne         | Occitanie                  | classé     | « PA00095835 », notice no PA00095835 | 44° 00′ 56″ nord, 1° 21′ 10″ est   |       |
| Chapelle du Claux                                          | Roquecor                      | Tarn-et-Garonne         | Occitanie                  | inscrit    | « PA00095860 », notice no PA00095860 | 44° 18′ 42″ nord, 0° 56′ 56″ est   |       |
| Château de Couyssels                                       | Roquecor                      | Tarn-et-Garonne         | Occitanie                  | inscrit    | « PA00095862 », notice no PA00095862 | 44° 20′ 08″ nord, 0° 57′ 15″ est   |       |
| Château de la Barathie                                     | Sainte-Juliette               | Tarn-et-Garonne         | Occitanie                  | inscrit    | « PA00095880 », notice no PA00095880 | 44° 17′ 38″ nord, 1° 08′ 44″ est   |       |
| Hôtel de Largentière                                       | Saint-Maur-des-Fossés         | Val-de-Marne            | Île-de-France              | inscrit    | « PA00079902 », notice no PA00079902 | 48° 48′ 48″ nord, 2° 28′ 21″ est   |       |
| Église Saint-Pancrace d'Aups                               | Aups                          | Var                     | Provence-Alpes-Côte d'Azur | inscrit    | « PA00081526 », notice no PA00081526 | 43° 37′ 39″ nord, 6° 13′ 29″ est   |       |
| Chapelle Sainte-Anne du Bourguet                           | Le Bourguet                   | Var                     | Provence-Alpes-Côte d'Azur | inscrit    | « PA00081549 », notice no PA00081549 | 43° 47′ 18″ nord, 6° 31′ 11″ est   |       |
| Chapelle Notre-Dame de Brue-Auriac                         | Brue-Auriac                   | Var                     | Provence-Alpes-Côte d'Azur | inscrit    | « PA00081561 », notice no PA00081561 | 43° 31′ 13″ nord, 5° 56′ 29″ est   |       |
| Église Saint-Jacques-le-Majeur de Plan-d'Aups-Sainte-Baume | Plan-d'Aups-Sainte-Baume      | Var                     | Provence-Alpes-Côte d'Azur | inscrit    | « PA00081687 », notice no PA00081687 | 43° 19′ 50″ nord, 5° 42′ 57″ est   |       |
| Église Notre-Dame-de-Nazareth de Varages                   | Varages                       | Var                     | Provence-Alpes-Côte d'Azur | inscrit    | « PA00081773 », notice no PA00081773 | 43° 35′ 48″ nord, 5° 57′ 42″ est   |       |
| Chapelle Saint-Martin-de-Serres de Carpentras (ancienne)   | Carpentras                    | Vaucluse                | Provence-Alpes-Côte d'Azur | inscrit    | « PA00081999 », notice no PA00081999 | 44° 05′ 16″ nord, 5° 03′ 14″ est   |       |
| Château de l'Echasserie                                    | La Bruffière                  | Vendée                  | Pays de la Loire           | inscrit    | « PA00110061 », notice no PA00110061 | 46° 59′ 22″ nord, 1° 08′ 55″ ouest |       |
| Église Saint-Pierre des Essarts                            | Essarts-en-Bocage             | Vendée                  | Pays de la Loire           | classé     | « PA00110092 », notice no PA00110092 | 46° 46′ 24″ nord, 1° 13′ 35″ ouest |       |
| Théâtre gallo-romain de Naintré                            | Naintré                       | Vienne                  | Nouvelle-Aquitaine         | inscrit    | « PA00105563 », notice no PA00105563 | 46° 45′ 42″ nord, 0° 30′ 45″ est   |       |
| Pierre Levée de Massigny                                   | Villiers                      | Vienne                  | Nouvelle-Aquitaine         | classé     | « PA00105776 », notice no PA00105776 | 46° 40′ 21″ nord, 0° 09′ 38″ est   |       |
| Manoir du Chastenay                                        | Arcy-sur-Cure                 | Yonne                   | Bourgogne-Franche-Comté    | classé     | « PA00113575 », notice no PA00113575 | 47° 35′ 50″ nord, 3° 45′ 34″ est   |       |
| Abbaye Saint-Germain                                       | Auxerre                       | Yonne                   | Bourgogne-Franche-Comté    | classé     | « PA00113579 », notice no PA00113579 | 47° 48′ 02″ nord, 3° 34′ 23″ est   |       |
| Lavoir de Bierry-les-Belles-Fontaines                      | Bierry-les-Belles-Fontaines   | Yonne                   | Bourgogne-Franche-Comté    | inscrit    | « PA00113621 », notice no PA00113621 | 47° 35′ 47″ nord, 4° 10′ 56″ est   |       |
| Puits public et croix en pierre                            | Bierry-les-Belles-Fontaines   | Yonne                   | Bourgogne-Franche-Comté    | inscrit    | « PA00113622 », notice no PA00113622 | 47° 35′ 53″ nord, 4° 11′ 15″ est   |       |
| Église Saint-Jean-Baptiste de Chassignelles                | Chassignelles                 | Yonne                   | Bourgogne-Franche-Comté    | classé     | « PA00113640 », notice no PA00113640 | 47° 45′ 32″ nord, 4° 10′ 59″ est   |       |
| Hôtel du XVIIIe siècle (ancien)                            | Joigny                        | Yonne                   | Bourgogne-Franche-Comté    | inscrit    | « PA00113705 », notice no PA00113705 | 47° 58′ 58″ nord, 3° 23′ 51″ est   |       |
| Maison à pans de bois dite Maison de l'Ave-Maria           | Joigny                        | Yonne                   | Bourgogne-Franche-Comté    | inscrit    | « PA00113709 », notice no PA00113709 | 47° 59′ 03″ nord, 3° 23′ 40″ est   |       |
| Immeubles                                                  | Joigny                        | Yonne                   | Bourgogne-Franche-Comté    | inscrit    | « PA00113708 », notice no PA00113708 | 47° 58′ 56″ nord, 3° 23′ 42″ est   |       |
| Immeuble                                                   | Joigny                        | Yonne                   | Bourgogne-Franche-Comté    | inscrit    | « PA00113706 », notice no PA00113706 | 47° 58′ 56″ nord, 3° 23′ 53″ est   |       |
| Église Saint-André de Joigny                               | Joigny                        | Yonne                   | Bourgogne-Franche-Comté    | classé     | « PA00113702 », notice no PA00113702 | 47° 58′ 57″ nord, 3° 24′ 03″ est   |       |
| Château de Maligny                                         | Maligny                       | Yonne                   | Bourgogne-Franche-Comté    | inscrit    | « PA00113737 », notice no PA00113737 | 47° 52′ 12″ nord, 3° 45′ 42″ est   |       |
| Château de Pierre-Perthuis                                 | Pierre-Perthuis               | Yonne                   | Bourgogne-Franche-Comté    | inscrit    | « PA00113779 », notice no PA00113779 | 47° 25′ 59″ nord, 3° 47′ 03″ est   |       |
| Camp antique de Cora                                       | Saint-Moré                    | Yonne                   | Bourgogne-Franche-Comté    | classé     | « PA00113833 », notice no PA00113833 | 47° 34′ 00″ nord, 3° 46′ 23″ est   |       |
| Ancien hôtel de ville (Hôtel Vezou)                        | Sens                          | Yonne                   | Bourgogne-Franche-Comté    | inscrit    | « PA00113863 », notice no PA00113863 | 48° 11′ 48″ nord, 3° 16′ 53″ est   |       |
| Maison                                                     | Sens                          | Yonne                   | Bourgogne-Franche-Comté    | inscrit    | « PA00113875 », notice no PA00113875 | 48° 11′ 54″ nord, 3° 17′ 05″ est   |       |
| Maison, 2 rue Armand-Colin                                 | Tonnerre                      | Yonne                   | Bourgogne-Franche-Comté    | inscrit    | « PA00113909 », notice no PA00113909 | 47° 51′ 22″ nord, 3° 58′ 22″ est   |       |
| Clos Jordan                                                | Vault-de-Lugny                | Yonne                   | Bourgogne-Franche-Comté    | inscrit    | « PA00113925 », notice no PA00113925 | 47° 29′ 52″ nord, 3° 51′ 05″ est   |       |
| Château de Vault-de-Lugny                                  | Vault-de-Lugny                | Yonne                   | Bourgogne-Franche-Comté    | classé     | « PA00113923 », notice no PA00113923 | 47° 29′ 45″ nord, 3° 51′ 18″ est   |       |
| Château d'Yrouerre                                         | Yrouerre                      | Yonne                   | Bourgogne-Franche-Comté    | inscrit    | « PA00113960 », notice no PA00113960 | 47° 47′ 40″ nord, 3° 56′ 53″ est   |       |